# 15. Juni
Der 15. Juni ist der 166. Tag des gregorianischen Kalenders (der 167. in Schaltjahren), somit bleiben 199 Tage bis zum Jahresende.

## Ereignisse

### Politik und Weltgeschehen
- 1094: Das von den islamischen Almoraviden eingenommene Valencia wird von El Cid zurückerobert. Bis zu seinem Tod fünf Jahre später hält er die Region für das christliche Königreich Kastilien.
- 1184: In der Schlacht bei Fimreite besiegt Gegenkönig Sverre Sigurdsson seinen Konkurrenten Magnus V. und wird damit Alleinherrscher über Norwegen.

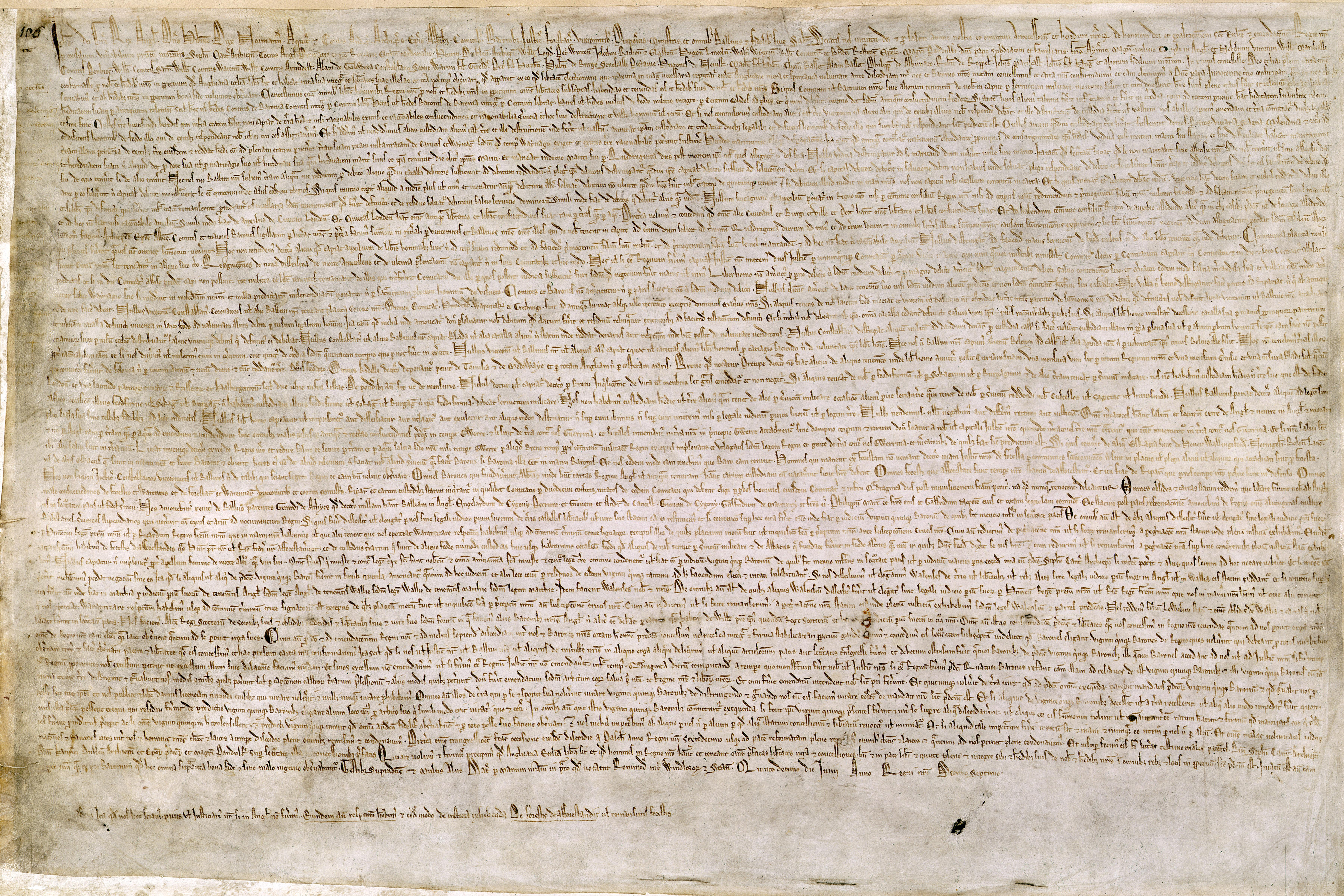
1215: Kopie der Magna Carta

- 1215: König Johann Ohneland von England setzt sein Siegel unter die Articles of the Barons, das Dokument, auf dem die Magna Carta beruht.

1219: Dannebrog

- 1219: Während der Schlacht von Lyndanise (heute Tallinn), bei der König Waldemar II. und das dänische Heer gegen die heidnischen Esten kämpfen, fällt der Sage zufolge der Dannebrog, die Flagge Dänemarks, vom Himmel und ermöglicht den Dänen den Sieg; damit entsteht die älteste Staatsflagge der Welt.
- 1246: Der letzte Babenberger Friedrich II. fällt in der Schlacht an der Leitha.
- 1389: In der Schlacht auf dem Amselfeld stehen sich die Armeen Serbiens mit seinen Verbündeten und das osmanische Heer gegenüber. Die spätere Verklärung der Schlacht begründet den serbischen Volksmythos gegen die osmanische Herrschaft.
- 1502: Christoph Kolumbus entdeckt auf seiner vierten Reise die Karibik-Insel Martinique.
- 1591: In Châlons-sur-Marne verbrennt der Henker öffentlich die gegen Frankreichs König Heinrich IV. gerichtete Exkommunikationsbulle von Papst Gregor XIV.
- 1673: In der Zweiten Seeschlacht von Schooneveld gelingt es den niederländischen Schiffen im Dritten Englisch-Niederländischen Krieg, die an die Küste ihres Landes herangeführte englisch-französische Flotte in die Themse zurückzudrängen.
- 1775: Im Amerikanischen Unabhängigkeitskrieg wird George Washington zum Kommandeur der Kontinentalarmee gewählt.
- 1808: Die bis zum 13. August dauernde Erste Belagerung Saragossas durch napoleonische Truppen während der Napoleonischen Kriege auf der Iberischen Halbinsel beginnt.
- 1811: Im Schwedisch-Britischen Krieg kommt es zum einzigen Blutvergießen, als eine schwedische Einheit eine Gruppe bäuerlicher Landsleute angreift, die sich gegen Soldatenaushebungen wendet.

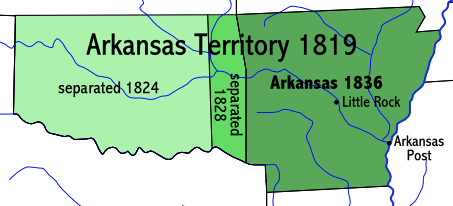
Entwicklung des Arkansas-Territory bis 1836

- 1836: Arkansas, das bisherige Arkansas-Territorium, wird als 25. Bundesstaat in die USA aufgenommen. Hauptstadt des neuen Staates ist die bisherige Territoriumshauptstadt Little Rock.

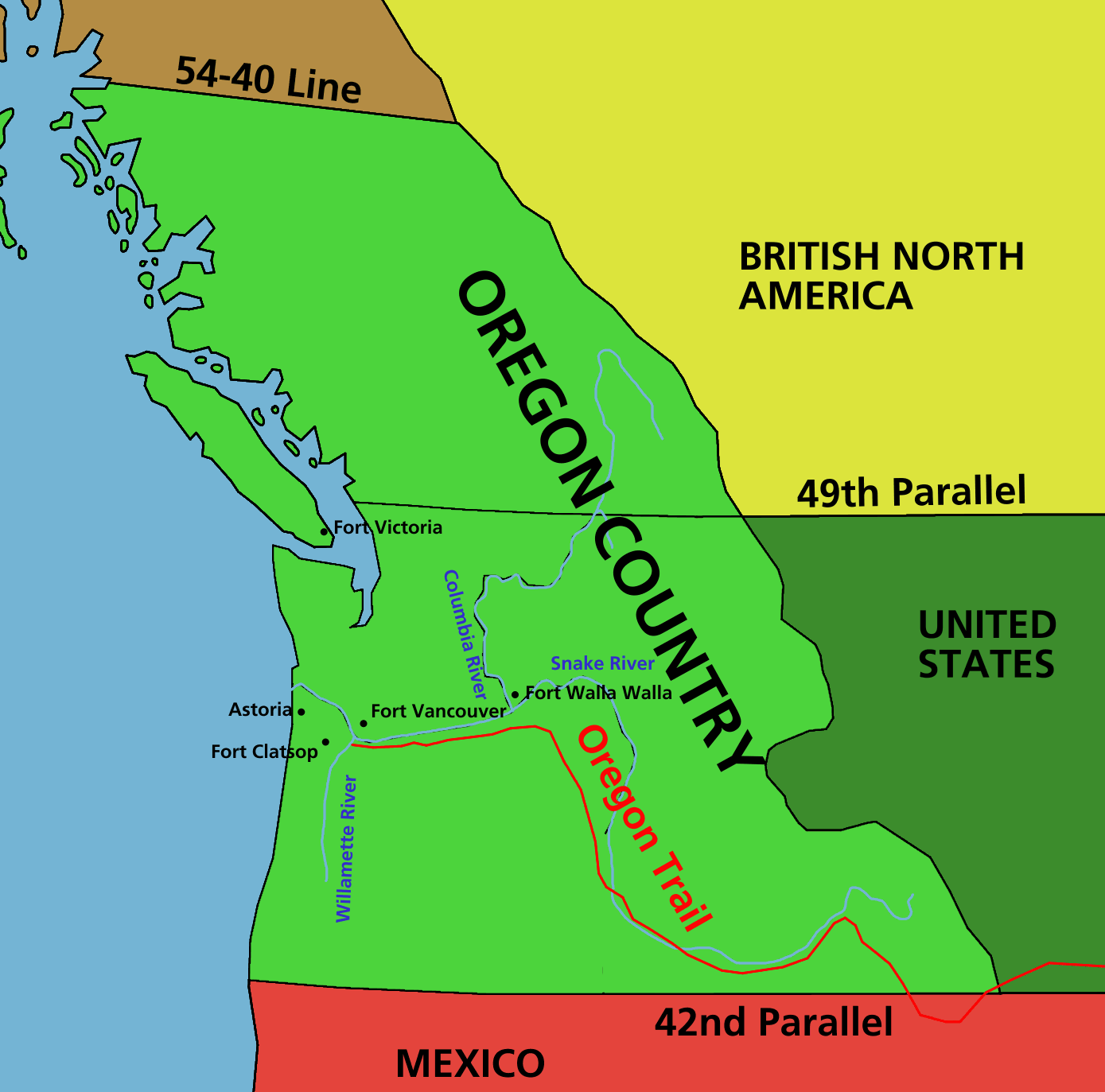
1846: Oregon-Kompromiss

- 1846: Der Oregon-Kompromiss legt die Grenze zwischen den USA und dem britischen Teil von Nordamerika (dem späteren Kanada) auf den 49. Breitengrad fest.
- 1859: Der US-amerikanische Farmer Lyman Cutlar erschießt ein Schwein, das einzige Opfer im Schweinekonflikt zwischen den Vereinigten Staaten und Kanada.
- 1864: Auf dem enteigneten Grundbesitz des Südstaaten-Generals Robert Edward Lee entsteht in den Vereinigten Staaten der Nationalfriedhof Arlington.
- 1866: Preußen stellt den Königreichen Hannover und Sachsen sowie Kurhessen ein Ultimatum, nachdem diese einer Bundesexekution im Deutschen Bund gegen Preußen zugestimmt haben. Die Ablehnung dieser Forderung führt am selben bzw. am folgenden Tag zur Kriegserklärung und dem Einmarsch preußischer Truppen.
- 1877: Im Kissinger Diktat legt der deutsche Reichskanzler Otto von Bismarck wichtige Grundzüge seiner Politik zur Balkankrise fest.
- 1883: Der deutsche Reichstag macht die Krankenversicherung zu einer Pflichtversicherung.

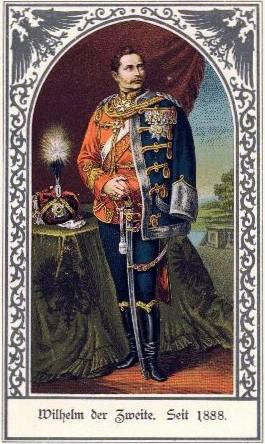
1888: Wilhelm II.

- 1888: Der deutsche Kaiser Friedrich III. stirbt nach nur 99 Tagen Regentschaft im Dreikaiserjahr. Sein Sohn wird als Wilhelm II. neuer Deutscher Kaiser.

1893: Ergebnisse der Reichstagswahl

- 1893: Bei der Reichstagswahl siegen die regierungstreuen, konservativen ehemaligen „Kartellparteien“ und die Sozialdemokraten. Die Wahl ist notwendig geworden, nachdem Reichskanzler Leo von Caprivi den Reichstag am 6. Mai nach einer Abstimmungsniederlage aufgelöst hat.
- 1907: Die Zweite Haager Friedenskonferenz mit 44 Teilnehmerstaaten zu Fragen des Kriegsrechts, der Abrüstung und der friedlichen Beilegung internationaler Konflikte beginnt. Sie dauert bis zum 18. Oktober.
- 1920: Nordschleswig wird nach der vorausgegangenen Volksabstimmung vom 10. Februar in das Königreich Dänemark eingegliedert.
- 1932: Beim Widersetzen gegen ein Demonstrationsverbot kommt es beim Streik der Heizungsmonteure zur Zürcher Blutnacht.
- 1941: Der Unabhängige Staat Kroatien unter dem Ustascha-Führer Ante Pavelić tritt dem Dreimächtepakt der Achsenmächte des Zweiten Weltkriegs bei.
- 1944: Im Pazifikkrieg beginnt die Schlacht um die Marianen-Inseln. Die Kampfhandlungen setzen mit der Schlacht um Saipan ein.
- 1945: Die von den Nationalsozialisten verbotene SPD wird in Berlin wieder gegründet.
- 1950: Der Deutsche Bundestag beschließt den Beitritt der Bundesrepublik zum Europarat.
- 1961: Der Staatsratsvorsitzende der DDR, Walter Ulbricht, erklärt auf einer Pressekonferenz: Niemand hat die Absicht, eine Mauer zu errichten!

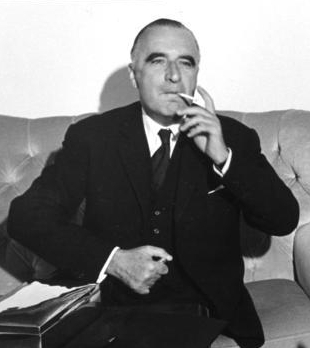
1969: Georges Pompidou

- 1969: In Frankreich wird Georges Pompidou zum neuen Staatspräsidenten gewählt.
- 1972: Ulrike Meinhof und Gerhard Müller von der Rote Armee Fraktion werden in der Wohnung eines Lehrers in Langenhagen verhaftet.
- 1977: In Spanien finden erstmals seit 41 Jahren, dem Beginn der Diktatur Francisco Francos, wieder freie Wahlen statt, die vom Mitte-rechts-Bündnis unter Ministerpräsident Adolfo Suárez gewonnen werden.
- 1998: Der Sicherheitsrat der Vereinten Nationen verlängert das Mandat der Friedenstruppe SFOR für Bosnien und Herzegowina.
- 2001: Die deutsche Bundes-Stiftung „Erinnerung, Verantwortung und Zukunft“ beginnt mit der Zahlung finanzieller Entschädigungen für Zwangsarbeit in der Zeit des Nationalsozialismus.
- 2008: Die Verfassung der Republik Kosovo tritt in Kraft, nachdem der neue Staat am 17. Februar desselben Jahres seine Unabhängigkeit von der Republik Serbien erklärt hat.
- 2012: Die gambische Juristin und frühere Justizministerin Fatou Bensouda wird als neue Chefanklägerin des Internationalen Strafgerichtshofs vereidigt.
- 2017: In den 28 Mitgliedstaaten der Europäischen Union, sowie in Island, Norwegen und Liechtenstein, werden die Roaming-Gebühren für die Nutzung von Mobiltelefonen im EU-Ausland für Anrufe, SMS und Internetzugang abgeschafft.

### Wirtschaft

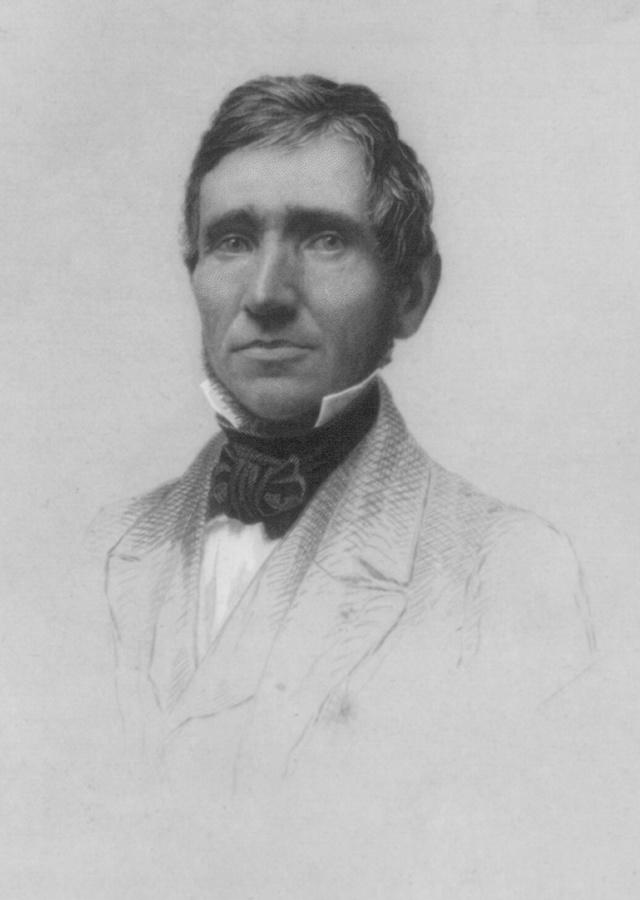
1844: Charles Goodyear

- 1844: Charles Goodyear erhält vom United States Patent Office ein Patent auf die Vulkanisation von Gummi.
- 1851: Der Milchhändler Jacob Fussell aus Baltimore nimmt seine weltweit erste Fabrik zur Herstellung von Speiseeis in Betrieb.
- 1881: Das erste österreichische Telefonbuch erscheint.
- 1882: Wilhelm Bartelmann stellt den weltweit ersten Strandkorb an der Ostsee in Warnemünde auf. Seine Auftraggeberin wollte trotz Rheuma das ihr bekömmliche Seeklima genießen.
- 1924: Beim größten Automobilhersteller der Welt, Ford in Detroit, rollt der zehnmillionste Wagen vom Band.
- 1948: Aus einem regionalen Parteiblatt der Kommunistischen Partei Chinas, dessen Erstausgabe erscheint, entwickelt sich in der Folge die Renmin Ribao (Volkszeitung) zum offiziellen Sprachrohr der Partei und zu einer der beiden größten Tageszeitungen in der Volksrepublik China.
- 2006: Microsoft gibt den Rücktritt Bill Gates als Chief Software Architect bekannt.

### Wissenschaft und Technik
- 0763 v. Chr.: Assyrische Astrologen notieren eine Sonnenfinsternis vom 15. Juni 763 v. Chr., die heute als Fixpunkt zur Chronologie der Geschichte Mesopotamiens herangezogen wird.

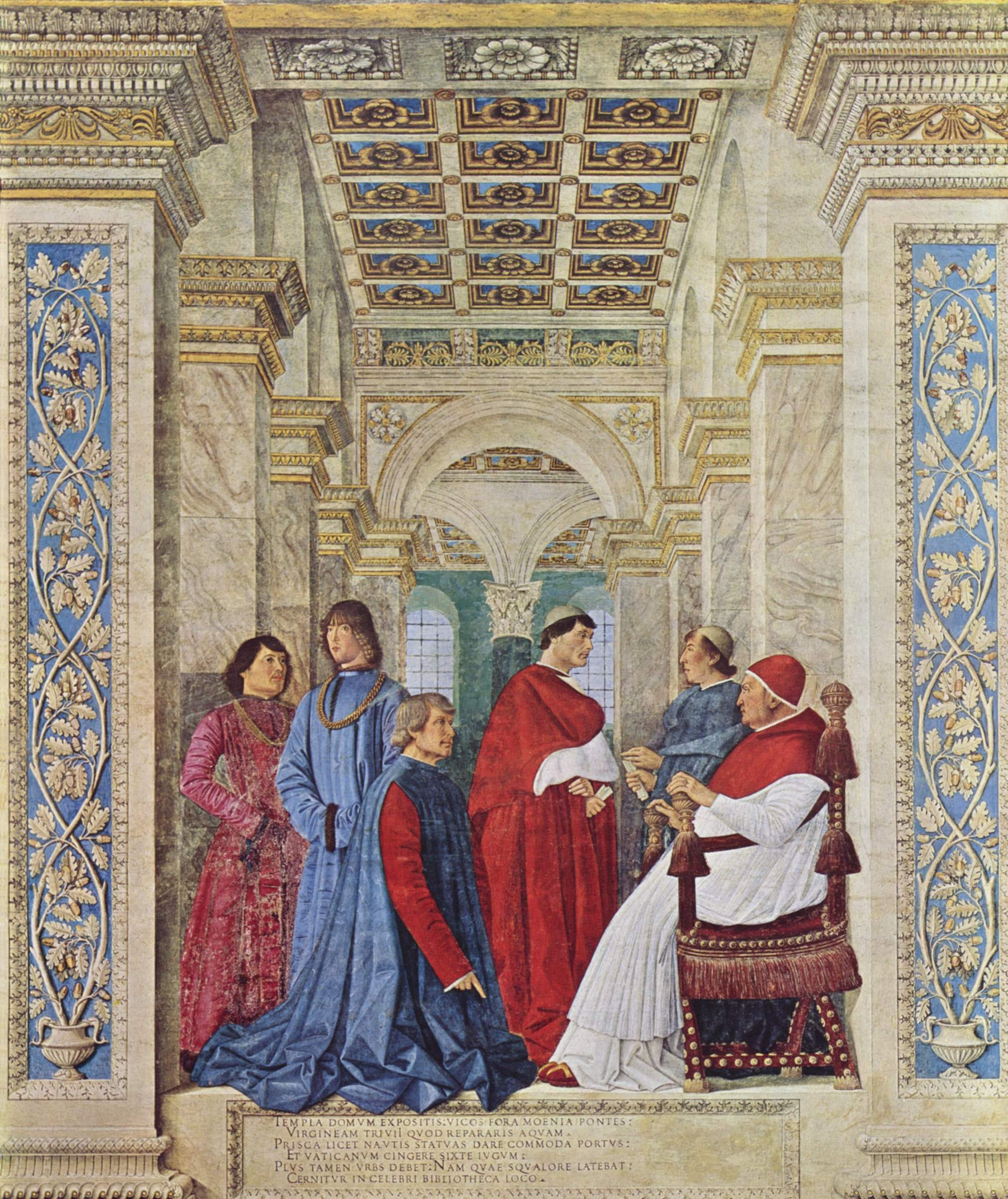
1475: Sixtus IV.

- 1475: Papst Sixtus IV. regelt mit der Bulle Ad decorem militantis Ecclesiae die Struktur der umfangreichen Vatikanischen Bibliothek und bestimmt Bartolomeo Platina zu ihrem ersten Bibliothekar.
- 1667: Jean-Baptiste Denis führt die erste aufgezeichnete erfolgreiche Blutübertragung von Tierblut (einem Lamm) zum Menschen (ein 15-jähriger Junge) durch.

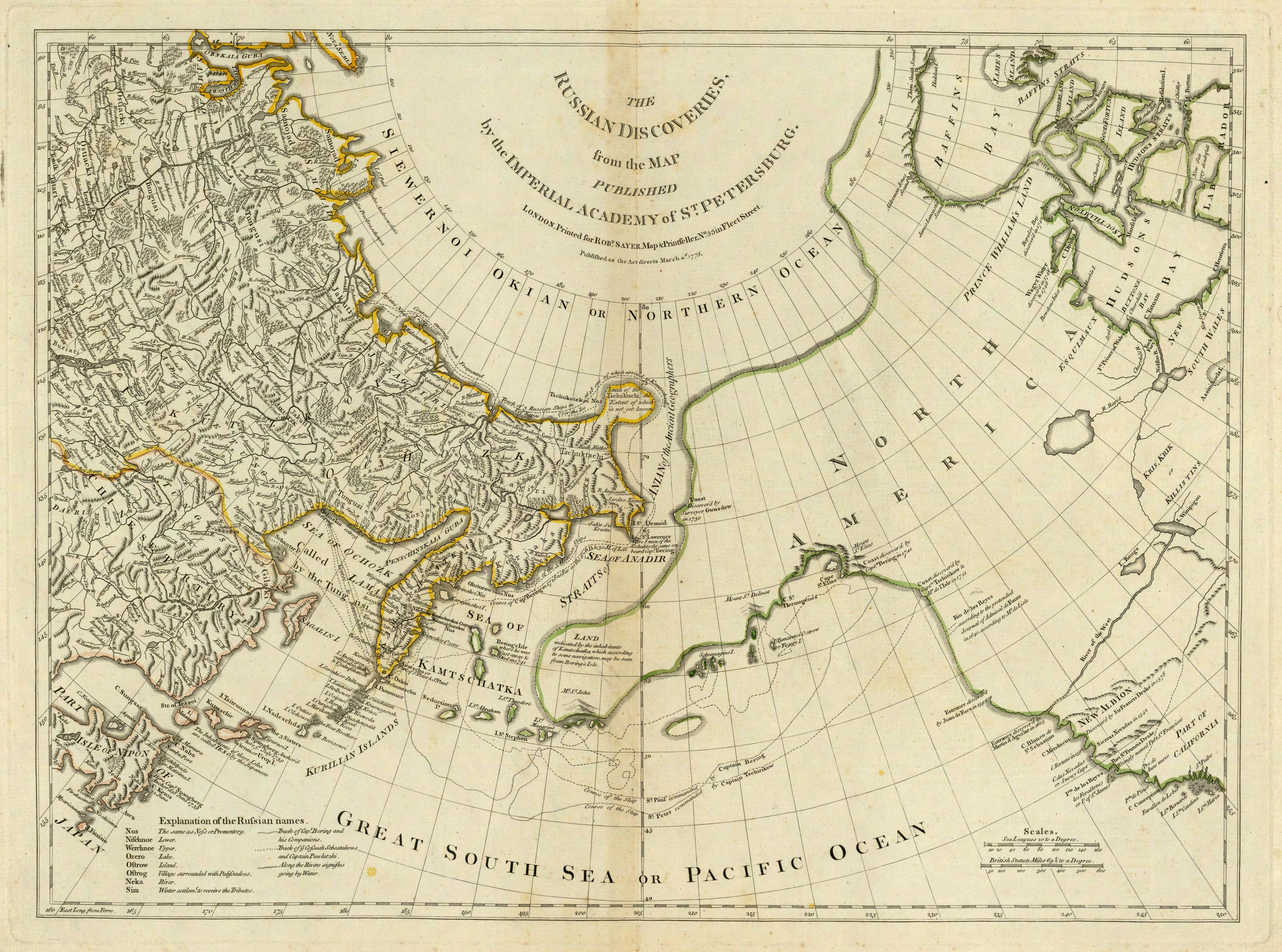
1741: Spätere Karte mit russischen Entdeckungen

- 1741: Vitus Bering bricht in Petropawlowsk im Rahmen der zweiten Kamtschatkaexpedition zu Schiff mit dem Auftrag auf, die Küste Amerikas zu erkunden. Er entdeckt dabei unter anderem Alaska.
- 1785: Jean-François Pilâtre de Rozier und sein Mitfahrer Pierre Romain starten von Boulogne-sur-Mer aus mit der von ihm entwickelten Rozière, einer Mischung aus Wasserstoffballon und Heißluftballon, in Richtung Großbritannien. Beim Versuch, den Ärmelkanal zu überqueren, werden sie die ersten Todesopfer der Luftfahrt, als sich nach fünf Kilometern der Wasserstoff in ihrer Rozière entzündet und die Ballongondel abstürzt.

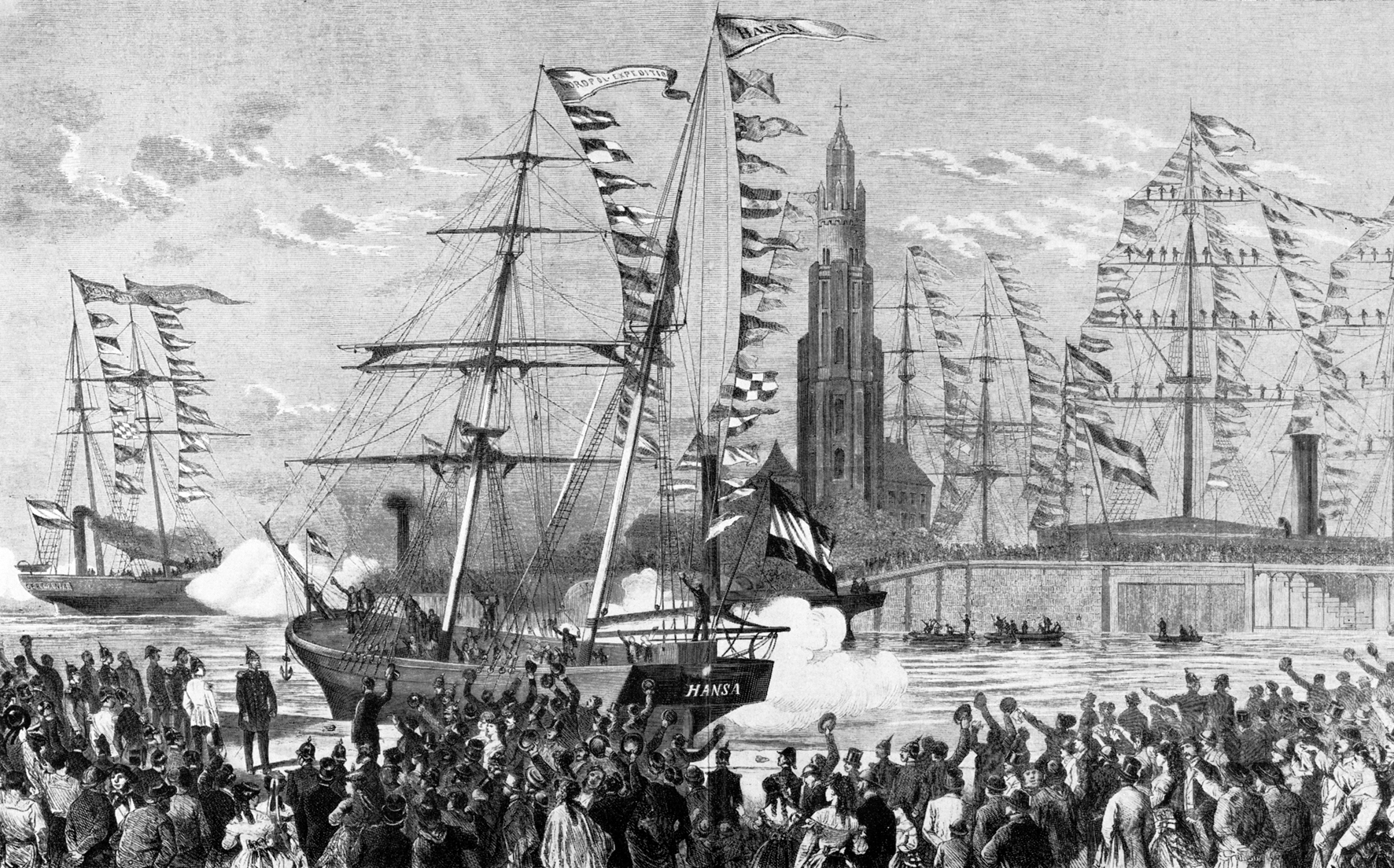
1869: Abfahrt von Bremerhaven

- 1869: Die von Carl Koldewey geleitete Zweite Deutsche Nordpolar-Expedition verlässt Bremerhaven mit dem Ziel Ostgrönland.
- 1904: Otto Nußbaumer bringt im Physik-Institut der Technischen Universität Graz die erste drahtlose Übertragung von Musik zuwege. Er verwendet zu diesem Zweck das Dachsteinlied.

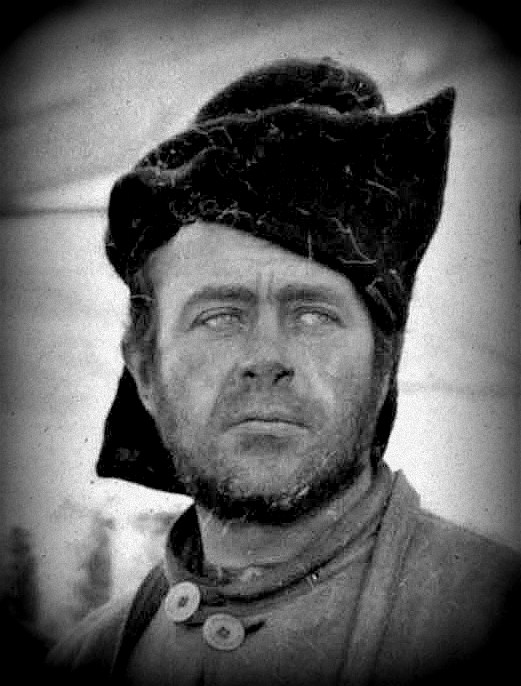
1910: Robert Falcon Scott

- 1910: Die Terra Nova verlässt den Hafen von Cardiff in Wales. An Bord befindet sich die Mannschaft der Antarktisexpedition unter der Leitung von Robert Falcon Scott.
- 1916: William Boeing führt den Erstflug mit seiner ersten eigenen Konstruktion der B & W Seaplane durch.
- 1919: John Alcock und Arthur Whitten Brown beenden den ersten Nonstop-Transatlantik-Flug.
- 1956: Die Technische Universität Eindhoven entsteht als zweite Technische Hochschule in den Niederlanden.

### Kultur
- 1755: Die Uraufführung der Oper Il Don Chisciotte von Ignaz Holzbauer erfolgt in Schwetzingen.
- 1814: Die Uraufführung des Singspiels Die Rückfahrt des Kaisers von Johann Nepomuk Hummel findet am Theater an der Wien in Wien statt.
- 1831: Die komischen Oper Der Liebestrank von Daniel-François-Esprit Auber wird an der Opéra-Comique in Paris uraufgeführt.
- 1893: Die Uraufführung der Operette Poor Jonathan von Isaac Albéniz erfolgt im Prince of Wales’ Theatre in London.
- 1939: In der in Paris herausgegebenen Exilzeitschrift Die neue Weltbühne erscheint Bertolt Brechts im dänischen Exil in Svendborg entstandenes Gedicht An die Nachgeborenen.
- 1947: Am Großen Haus der Württembergischen Staatstheater Stuttgart wird das bairische Stück Die Bernauerin von Carl Orff uraufgeführt.

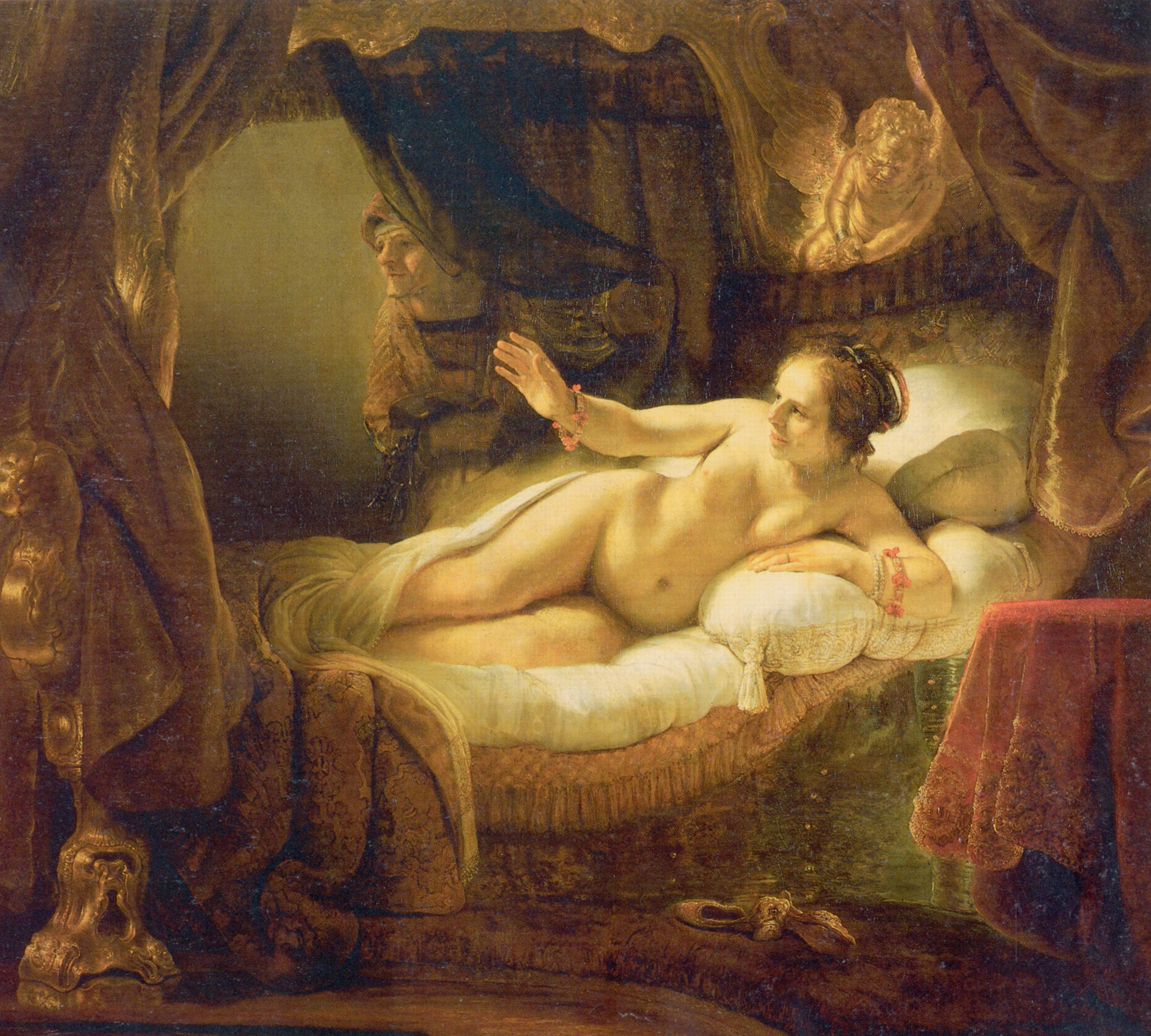
1985: Gemälde Danae

- 1985: In Leningrad verübt ein Geistesgestörter in der Eremitage ein Säure- und Messerattentat auf das ausgestellte Gemälde Danae des Malers Rembrandt van Rijn.

### Gesellschaft

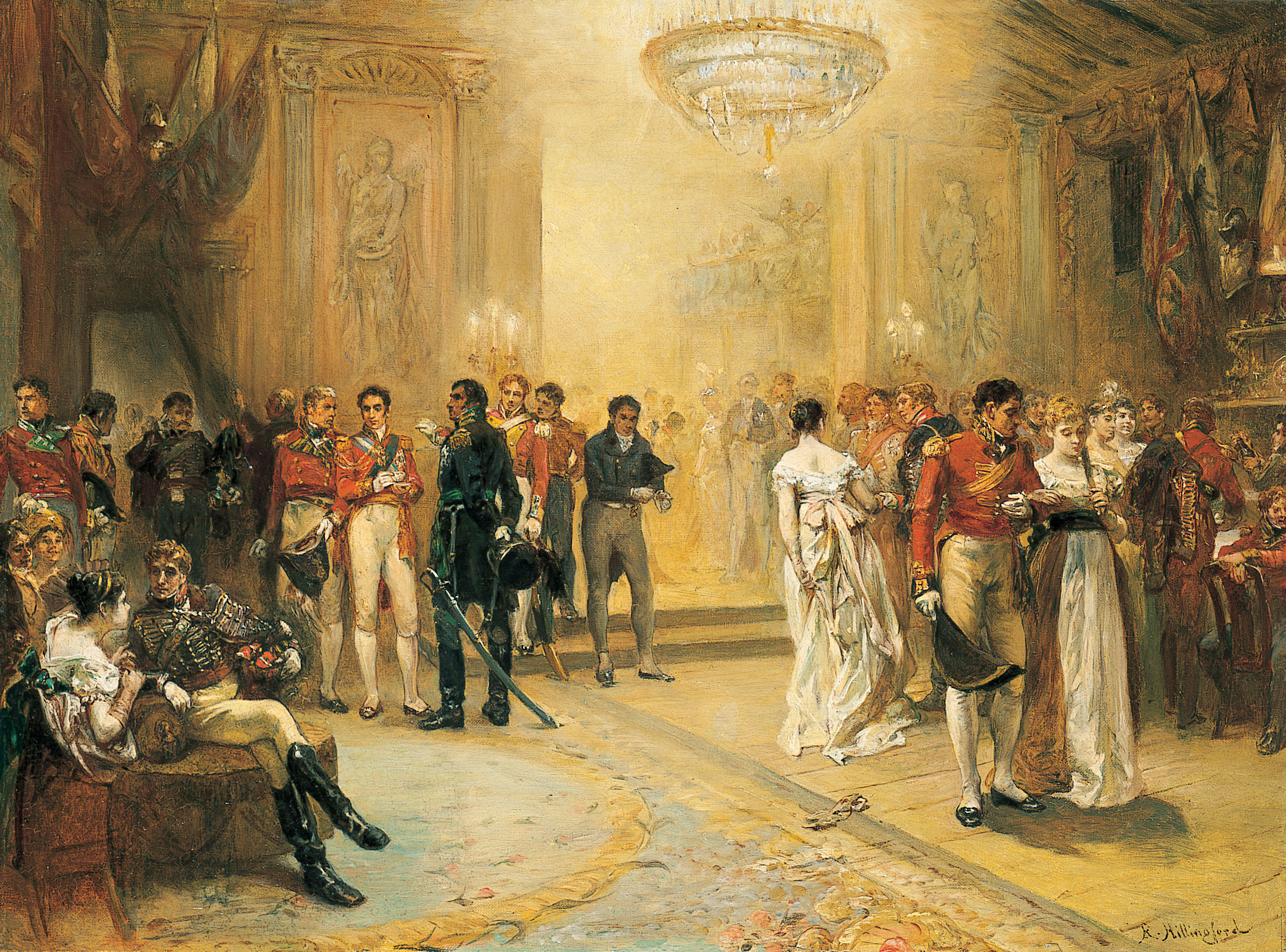
1815: The Duchess of Richmond’s Ball

- 1815: Der Ball der Herzogin von Richmond findet am Vorabend der Schlacht bei Quatre-Bras statt.
- 1920: In der Hafenstadt Duluth begeht am Abend ein Mob Lynchmorde. Drei afroamerikanische Zirkusarbeiter werden nach einem Scheinprozess gehängt, weil sie angeblich eine junge weiße Frau vergewaltigt hätten. Das Gerücht stellt sich später als unwahr heraus.
- 1978: Der jordanische König Hussein I. heiratet in seiner vierten Ehe die US-Amerikanerin Lisa Halaby.

### Religion
- 0653: Der bettlägerige Papst Martin I. wird festgenommen und von Rom nach Konstantinopel gebracht, wo ihn ein Prozess erwartet.
- 1243: Nach einer Sedisvakanz von 585 Tagen beginnt in Anagni das Konklave zur Wahl des Nachfolgers für den am 10. November 1241 verstorbenen Papst Coelestin IV.
- 1520: Papst Leo X. droht Martin Luther in seiner Bulle Exsurge Domine den Kirchenbann an.

### Katastrophen
- 1896: Ein schweres Erdbeben auf der japanischen Insel Hondo fordert etwa 27.000 Todesopfer.
- 1904: Auf dem East River in New York sinkt nach einem Brand der von der Markusgemeinde in Kleindeutschland gecharterte Raddampfer General Slocum mit 1388 Personen an Bord. Mindestens 1021 Menschen kommen ums Leben.

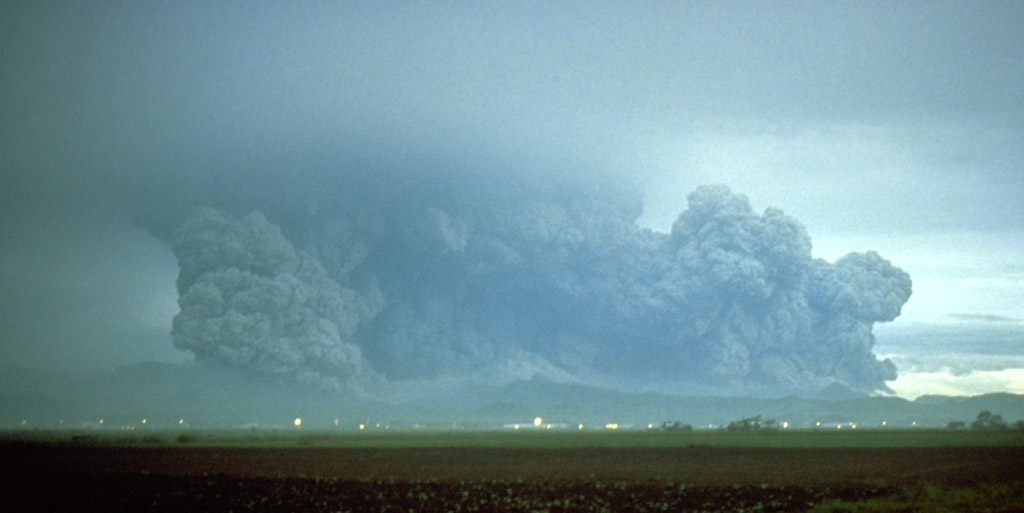
1991: Die Haupteruption des Pinatubo

- 1991: Der seit dem 2. April tätige Vulkan Pinatubo hat seine Haupteruption mit einem Vulkanexplosivitätsindex von 6.

Kleinere Unglücksfälle sind in den Unterartikeln von Katastrophe und in der Liste von Katastrophen aufgeführt.

### Natur und Umwelt
- 1918: Vor der Küste der australischen Lord-Howe-Insel läuft das Versorgungsschiff Makambo auf eine Sandbank. Von dem havarierten Schiff gelangen Ratten auf die Insel und lösen in den folgenden Jahren eine ökologische Katastrophe aus. Zahlreiche endemische Arten sterben aus.
- 1934: Der Great-Smoky-Mountains-Nationalpark in den Appalachen, der meistbesuchte Nationalpark der USA, wird eingerichtet.

### Sport
- 1908: Der saarländische Fußballverein FC 08 Homburg wird gegründet.
- 1909: Repräsentanten der drei Cricketnationen Australien, England und Südafrika gründen im Londoner Lord’s Cricket Ground die Imperial Cricket Conference (den heutigen International Cricket Council, ICC).

1954: UEFA-Logo

- 1954: Der Europäische Fußballverband UEFA wird in Basel gegründet.
- 1991: Das IOC vergibt die Olympischen Winterspiele 1998 an Nagano in Japan.
- 2012: Als erster Mensch überquert der US-amerikanische Hochseilartist Nik Wallenda die Niagarafälle an den Horseshoe Falls mit Hilfe eines von der amerikanischen auf die kanadische Seite gespannten Drahtseils.

Einträge von Leichtathletik-Weltrekorden befinden sich unter der jeweiligen Disziplin unter Leichtathletik.
Einträge zu Fußballweltmeisterschaftsspielen finden sich in den Unterseiten von Fußball-Weltmeisterschaft. Das Gleiche gilt für Fußball-Europameisterschaften.

## Geboren

### Vor dem 19. Jahrhundert
- 1211: Friedrich II., Herzog von Österreich und der Steiermark
- 1330: Edward of Woodstock, der „Schwarze Prinz“, englischer Heerführer im Hundertjährigen Krieg, Prince of Wales
- 1479: Lisa del Giocondo, vermutlich die Mona Lisa auf dem Gemälde von Leonardo da Vinci
- 1479: Veit Werner von Zimmern, deutscher Adeliger
- 1515: Anne Parr, Countess of Pembroke, englische Hofdame
- 1519: Henry Fitzroy, 1. Duke of Richmond and Somerset, englischer Adeliger, unehelicher Sohn König Heinrichs VIII.
- 1527: Jacob Runge, deutscher lutherischer Theologe und Reformator
- 1528: Herbard VIII. von Auersperg, österreichischer Landeshauptmann und Feldherr
- 1529: Josua Maaler, Schweizer Pfarrer und Lexikograf
- 1534: Henri I. de Montmorency, Herzog von Montmorency, Marschall und Connétable von Frankreich
- 1555: Modesta Pozzo, venezianische Schriftstellerin und Philosophin
- 1558: Andreas von Österreich, Kardinal, Bischof von Konstanz und Brixen
- 1584: Anna Sophia, Prinzessin von Anhalt
- 1594: Nicolas Poussin, französischer Künstler
- 1605: Thomas Randolph, englischer Dichter
- 1614: Emilie von Oldenburg, Regentin der Grafschaft Schwarzburg-Rudolstadt
- 1623: Cornelis de Witt, niederländischer Politiker
- 1636: Charles de La Fosse, französischer Maler
- 1638: Samuel Apostool, niederländischer Doktor der Medizin und mennonitischer Prediger
- 1656: Sebastian Gercken, Lübecker Bürgermeister
- 1664: Jean Meslier, französischer Priester und Frühaufklärer

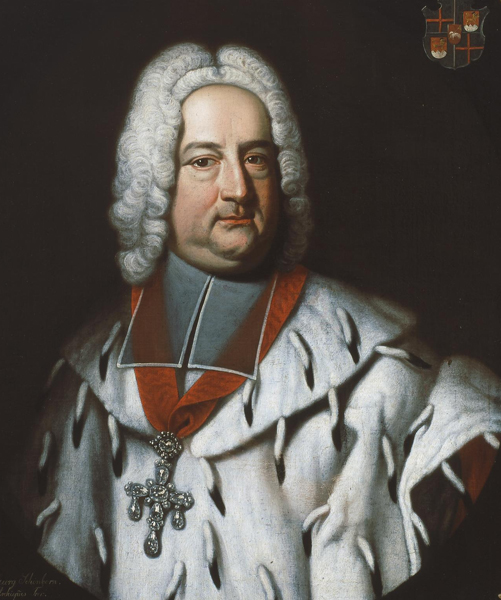
Franz Georg von Schönborn (* 1682)

- 1682: Franz Georg von Schönborn, deutscher Kurfürst-Erzbischof von Trier, Fürstabt, Fürstbischof, Fürstpropst
- 1698: Georg Browne, russischer Feldmarschall
- 1706: Johann Joachim Kändler, Medailleur der Meißner Porzellanmanufaktur
- 1707: Maria Karolina von Königsegg-Rothenfels, Äbtissin des freiweltlichen Damenstifts Buchau
- 1709: Louis de Bourbon, Graf von Clermont, französischer Kirchenmann, General und Libertin
- 1715: Ignaz Parhamer, österreichischer Pädagoge und Jesuit
- 1724: Maria Franziska von Pfalz-Sulzbach, Pfalzgräfin und Herzogin von Birkenfeld
- 1725: Johann Baptist Enderle, deutscher Maler
- 1726: Johann Wilhelm Schröder, deutscher Orientalist
- 1727: Marie Duronceray,  französische Schauspielerin und Schriftstellerin
- 1727: Charlotte Elisabeth Nebel, deutsche Kirchenlieddichterin und Erbauungsschriftstellerin
- 1728: Shah Alam II., Kaiser des indischen Mogulreiches
- 1731: Franz Anton Bagnato, Baumeister und Baudirektor der Deutschordensballei Schwaben-Elsass-Burgund
- 1734: Johann Ernst Altenburg, deutscher Komponist, Organist und Trompeter
- 1735: Daniel Friedrich Loos, deutscher Medailleur
- 1746: Charles Louis L’Héritier de Brutelle, deutscher Botaniker
- 1747: Detlev von Ahlefeldt, dänischer Kammerherr und Landrat
- 1749: Georg Joseph Vogler, deutscher Komponist, Organist, Priester, Musikpädagoge und Musiktheoretiker
- 1761: Sebastian Vitus Schlupf, deutscher Bildhauer
- 1763: Kobayashi Issa, japanischer Haiku-Dichter
- 1764: Zygmunt Vogel, polnischer Maler, Zeichner und Pädagoge
- 1767: Rachel Donelson, Ehefrau des späteren US-Präsidenten Andrew Jackson
- 1769: Jean-Baptiste Berton, französischer General
- 1771: Philipp Emanuel von Fellenberg, Schweizer Pädagoge und Agronom
- 1773: Johann David Heegewaldt, preußischer Geheimer Hofrat
- 1777: Johann Evangelist Fuß, ungarischer Komponist und Kapellmeister
- 1788: Peter Dillon, irisch-britischer Handelskapitän, Entdecker und Schriftsteller
- 1798: Alexander Michailowitsch Gortschakow, russischer Diplomat, Außenminister und Kanzler

### 19. Jahrhundert

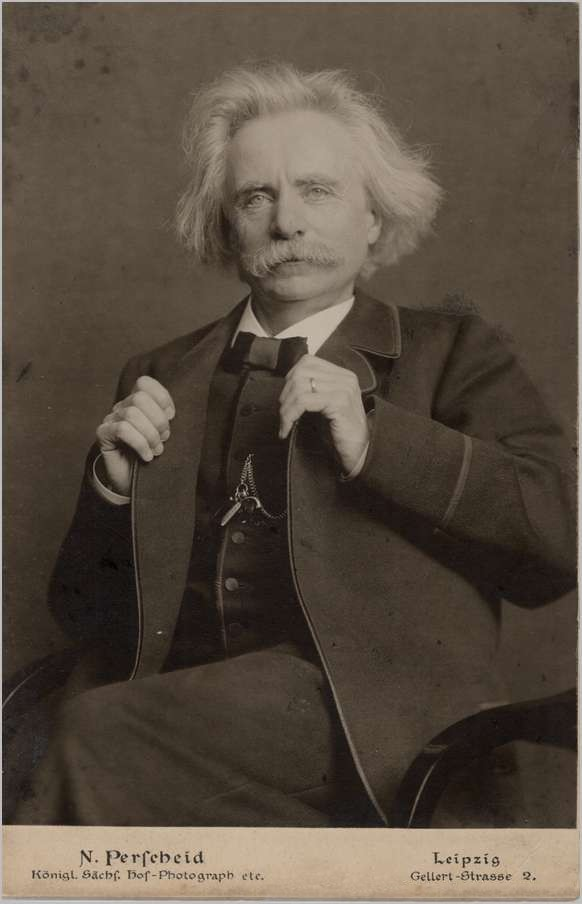
Edvard Grieg (* 1843)

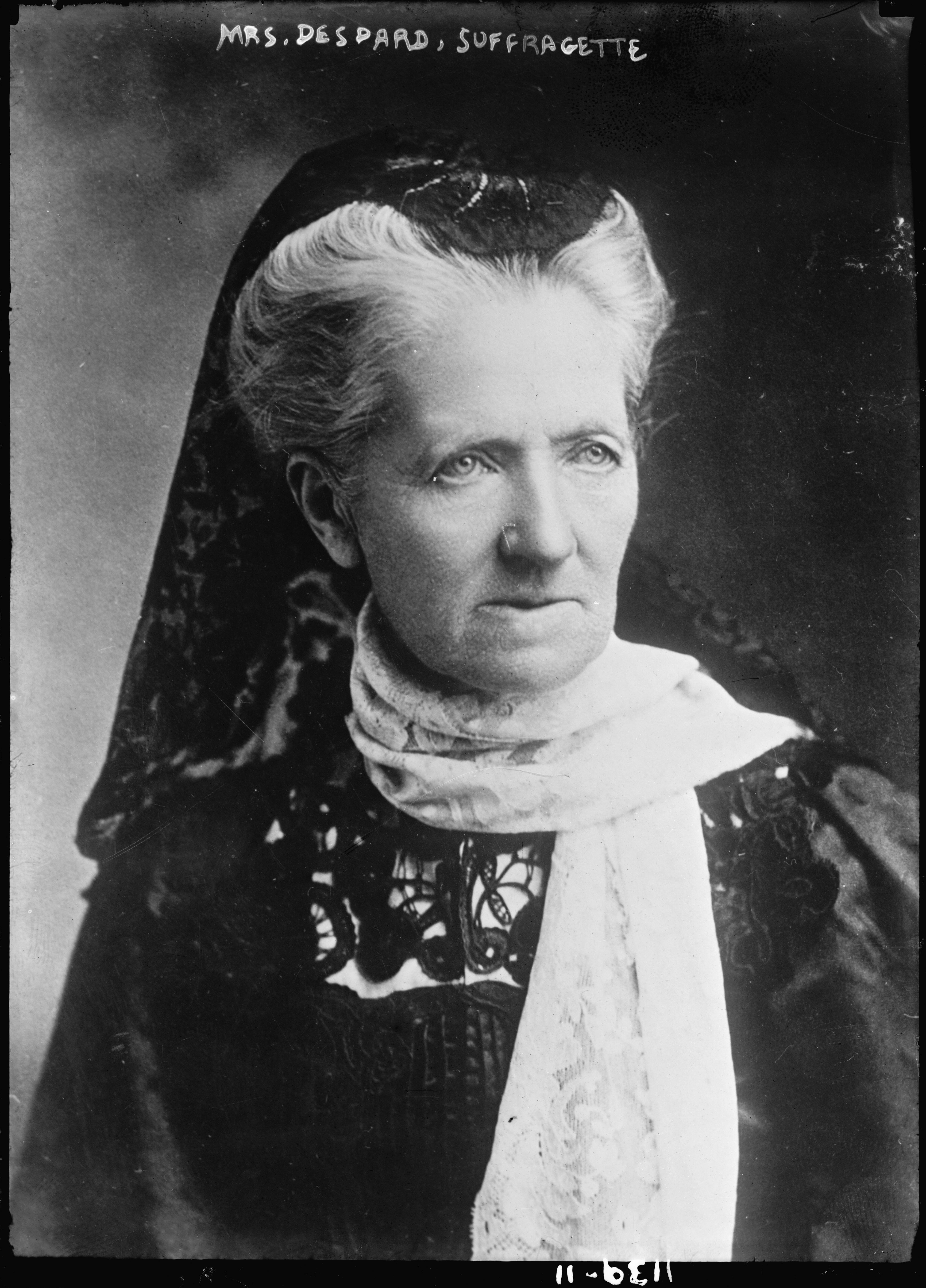
Charlotte Despard (* 1844)

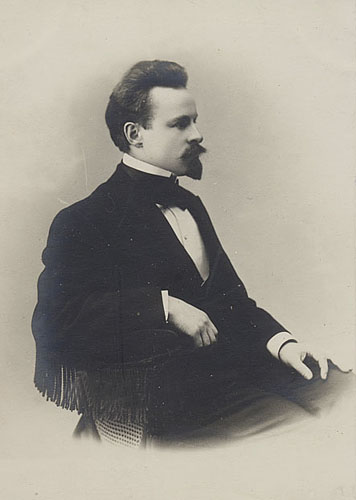
Konstantin Balmont (* 1867)

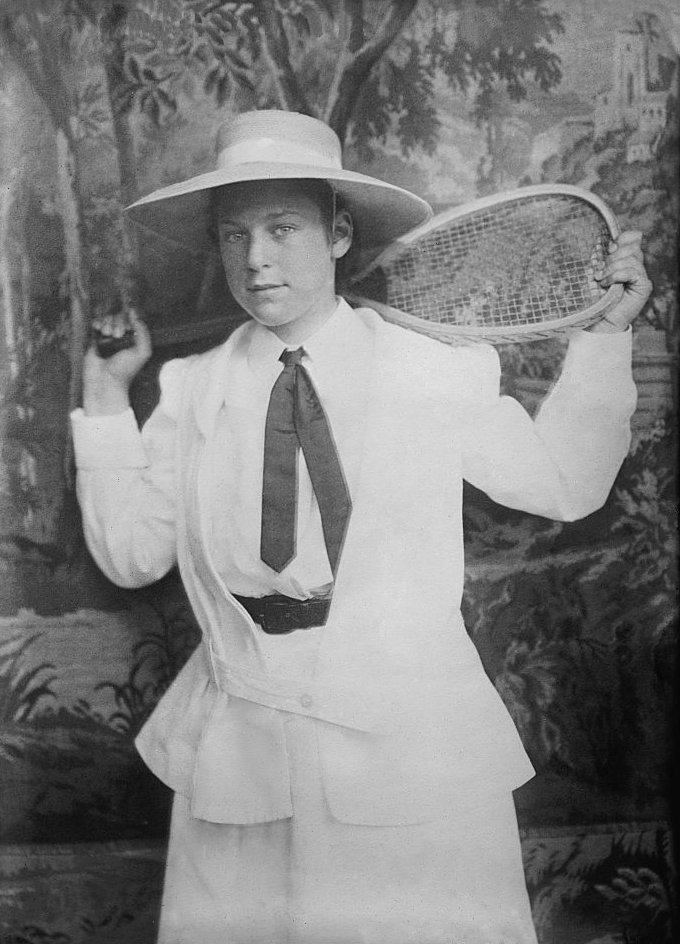
Maud Barger-Wallach (* 1870)

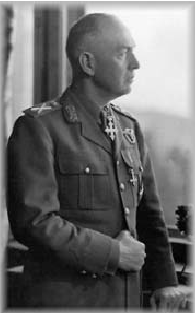
Ion Antonescu (* 1882)

- 1812: Johann Andreas Deneys, deutscher Bildhauer
- 1824: Cesare De Sanctis, italienischer Komponist, Kirchenmusiker und Musikpädagoge
- 1826: Josef Pischna, böhmischer Pianist und Komponist
- 1840: Helene von Beniczky-Bajza, ungarische Schriftstellerin
- 1843: Johannes Gallandi, preußischer Oberstleutnant und Genealoge
- 1843: Edvard Grieg, norwegischer Pianist und Komponist der Romantik
- 1843: Ernst Friedrich Wilhelm Koenigs, deutscher Bankier
- 1844: Charlotte Despard, britische Schriftstellerin, Suffragette und Frauenrechtlerin
- 1845: Charles-Marie Panneton, kanadischer Pianist, Musikpädagoge und Komponist
- 1848: Adolf Láng, ungarischer Architekt
- 1854ː Emma Haushofer-Merk, deutsche Schriftstellerin und Frauenrechtlerin
- 1856: Otto von Herff, deutscher Arzt und Professor
- 1860: Karl Elleder, österreichischer Karikaturist und Illustrator
- 1859: Friedrich Schirmer, deutscher Kommunalpolitiker
- 1861: Nikolai von Bünting, russischer Gouverneur
- 1861: Ernestine Schumann-Heink, österreichische Opernsängerin
- 1863: Elise Aun, estnische Schriftstellerin
- 1864: Joseph Guy Ropartz, französischer Komponist und Dirigent
- 1865: Paul Gilson, belgischer Komponist
- 1866: Charles Wood, irischer Komponist
- 1867: Konstantin Dmitrijewitsch Balmont, russischer Lyriker des Symbolismus
- 1867: Henri Vielle OFM, französischer Ordensgeistlicher, Apostolischer Vikar von Rabat
- 1868: Berthold Maurenbrecher, deutscher Altphilologe
- 1870: Maud Barger-Wallach, US-amerikanische Tennisspielerin
- 1870: Antonín Kalina, tschechischer Politiker
- 1874: Alfred Klotz, deutscher Altphilologe
- 1875: Libero Andreotti, italienischer Bildhauer
- 1876: Margaret Abbott, US-amerikanische Golfspielerin
- 1880: Blind Alfred Reed, US-amerikanischer Country-Musiker
- 1880: Albert Soergel, deutscher Literaturwissenschaftler
- 1881: Milly Steger, deutsche Bildhauerin
- 1882: Ion Antonescu, rumänischer General und Politiker, diktatorischer Ministerpräsident, Täter des Holocaust
- 1882: Morgan Foster Larson, US-amerikanischer Politiker, Gouverneur von New Jersey
- 1884: Rodney Heath, australischer Tennisspieler
- 1884: Harry Langdon, US-amerikanischer Schauspieler
- 1886: William C. Stadie, US-amerikanischer Mediziner
- 1886: Eftimios Youakim, libanesischer Geistlicher, Erzbischof von Zahlé und Furzol
- 1888: Frank Clement, britischer Automobilrennfahrer
- 1888: Theodor Steinbüchel, deutscher Moraltheologe und Sozialethiker
- 1889: Clara Blumenfeld, deutsche Malerin und Illustratorin
- 1889: Josef Haubrich, deutscher Kunstsammler und Mäzen
- 1889: Hans Piesch, österreichischer Politiker, Landeshauptmann von Kärnten
- 1890: Wilhelm Leuschner, deutscher Gewerkschafter, Politiker, MdR und Widerstandskämpfer
- 1891: Ernst Keller, Schweizer Grafikdesigner, Typograf, Bildhauer, Heraldiker und Lehrer
- 1891: Eva Kotchever, polnische feministische Schriftstellerin, Opfer des Holocaust
- 1894: Trygve Emanuel Gulbranssen, norwegischer Schriftsteller
- 1897: Fritz Kranz, deutscher Schauspieler, Theaterregisseur und Theaterintendant
- 1897: Rafael Ignacio, dominikanischer Komponist
- 1898: Wladimir Georgijewitsch Dekanosow, sowjetischer Politiker und Diplomat, Botschafter im Deutschen Reich
- 1898: Jimmie Simpson, britischer Motorradrennfahrer
- 1898: Erika Sinauer, deutsche Rechtshistorikerin, Opfer des Holocaust
- 1899: Erna Lincke, deutsche Künstlerin
- 1900: Otto Luening, US-amerikanischer Komponist, Pionier der elektro-akustischen Musik
- 1900: Francesca Rhee, als Gattin des Staatspräsidenten Rhee Syng-man erste „First Lady“" der Republik Korea
- 1900: Karl Sczuka, deutscher Komponist

### 20. Jahrhundert

#### 1901–1925
- 1901: Elfriede Cohnen, deutsche Juristin und Ärztin
- 1901: Lutz Mackensen, deutscher Philologe und Lexikograph
- 1902: Max Rudolf, deutsch-US-amerikanischer Dirigent
- 1903: Friedrich Wilhelm Jost, deutscher Physikochemiker
- 1903: Fjodor Iwanowitsch Koschewnikow, russischer Jurist
- 1903: Hilde Zaloscer, österreichische Kunsthistorikerin und Koptologin
- 1904: Anna Mahler, österreichische Bildhauerin
- 1904: Hlib Taranow, ukrainischer Komponist und Hochschullehrer
- 1904: Paul Z’dun, deutscher „komischer Radfahrer“
- 1905: Rudolf Petersen, deutscher Marineoffizier
- 1906: E. Preston Ames, US-amerikanischer Art Director und Szenenbildner
- 1906: Reinhard Aschenbrenner, deutscher Internist
- 1907: James Robertson Justice, britischer Schauspieler und Ornithologe
- 1908: Vera Atkins, britischer Nachrichtendienstoffizier

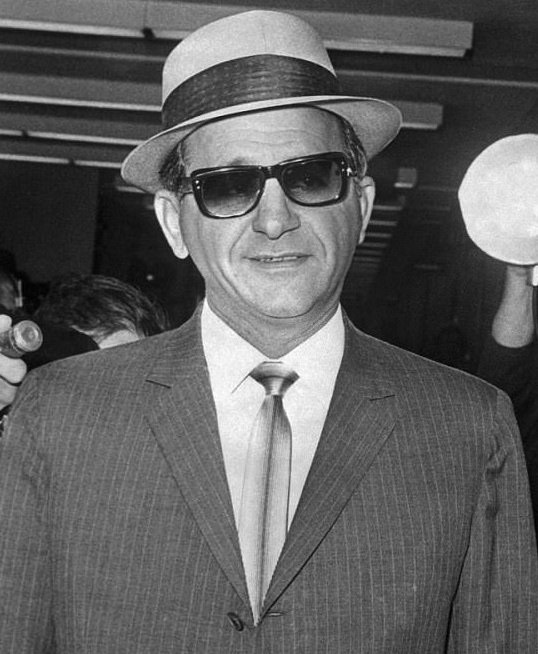
Sam Giancana (* 1908)

- 1908: Sam Giancana, US-amerikanischer Mafioso
- 1909: Peter Clentzos, US-amerikanischer Stabhochspringer
- 1909: Florian Mueller, US-amerikanischer Oboist und Komponist
- 1910: Walter Ulbrich, deutscher Fernseh- und Filmproduzent
- 1911: Mark Fax, US-amerikanischer Komponist und Musikpädagoge
- 1911: Marie-Louise Henry, deutsch-französische Theologin
- 1911: Janusz Minkiewicz, polnischer Schriftsteller, Lyriker, Satiriker, Journalist und Übersetzer
- 1912: Friedrich Kaulbach, deutscher Philosoph
- 1912: John Nelson, britischer Stadtkommandant
- 1913: Harry Voigt, deutscher Leichtathlet, Olympiamedaillengewinner
- 1914: Juri Wladimirowitsch Andropow, sowjetischer Politiker, Leiter des KGB, Generalsekretär des ZK der KPdSU, Staatsoberhaupt
- 1915: Thomas Huckle Weller, US-amerikanischer Bakteriologe, Virologe and Parasitologe, Nobelpreisträger
- 1916: Gene Force, US-amerikanischer Automobilrennfahrer
- 1916: Horacio Salgán, argentinischer Orchesterleiter
- 1916: Herbert A. Simon, US-amerikanischer Sozialwissenschaftler, Nobelpreisträger
- 1917: Lillian Bassman, US-amerikanische Fotografin

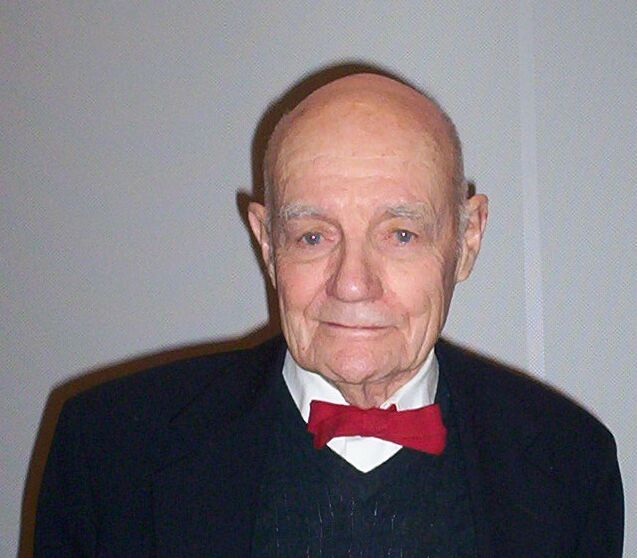
John B. Fenn (* 1917)

- 1917: John B. Fenn, US-amerikanischer Chemiker, Nobelpreisträger
- 1917: Leon Payne, US-amerikanischer Country-Musiker
- 1917: Karl Steinbuch, deutscher Kybernetiker, Nachrichtentechniker und Informationstheoretiker
- 1918: François Tombalbaye, erster Präsident des Tschad
- 1918: Grete Winkels, auch Margarete Debus, deutsche Leichtathletin
- 1920: Alberto Sordi, italienischer Filmschauspieler
- 1920: Hans Ziegler, deutscher Fußballspieler und Leichtathlet
- 1921: Erroll Garner, US-amerikanischer Musiker
- 1921: Heinz Kaminski, deutscher Chemieingenieur und Weltraumforscher
- 1922: Jaki Byard, US-amerikanischer Jazzmusiker
- 1923: Dieter Hennebo, deutscher Agrarwissenschaftler und Landschaftsarchitekt
- 1923: Erland Josephson, schwedischer Schauspieler
- 1924: Hédi Fried, rumänisch-schwedische Holocaust-Überlebende, Schriftstellerin und Psychologin
- 1924: Ezer Weizmann, israelischer Politiker, Staatspräsident

#### 1926–1950

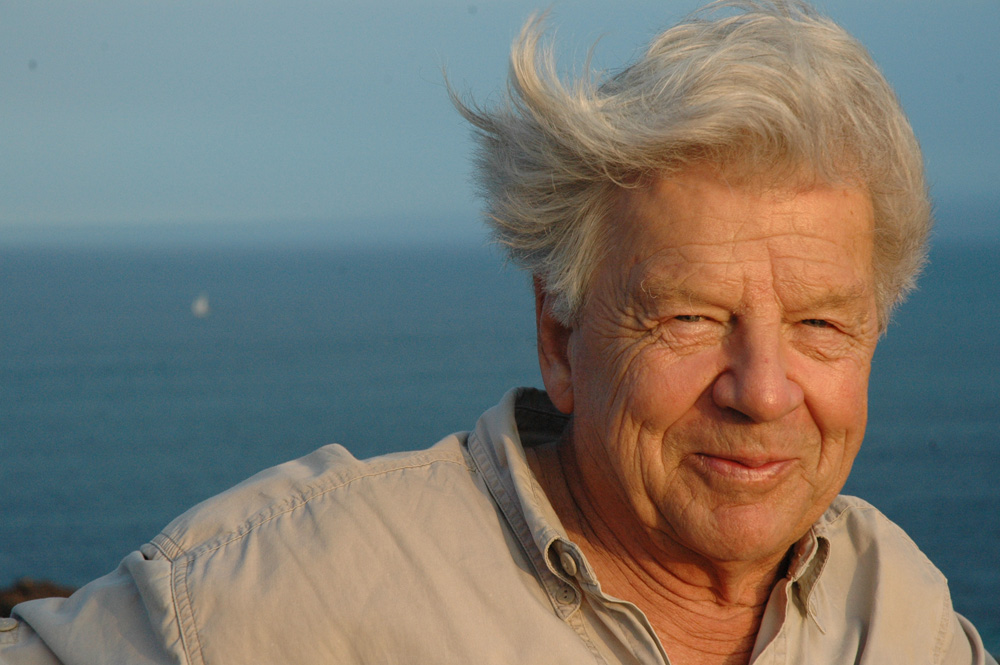
Irenäus Eibl-Eibesfeldt (* 1928)
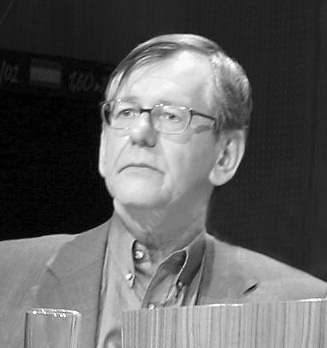
Herbert Feuerstein (* 1937)
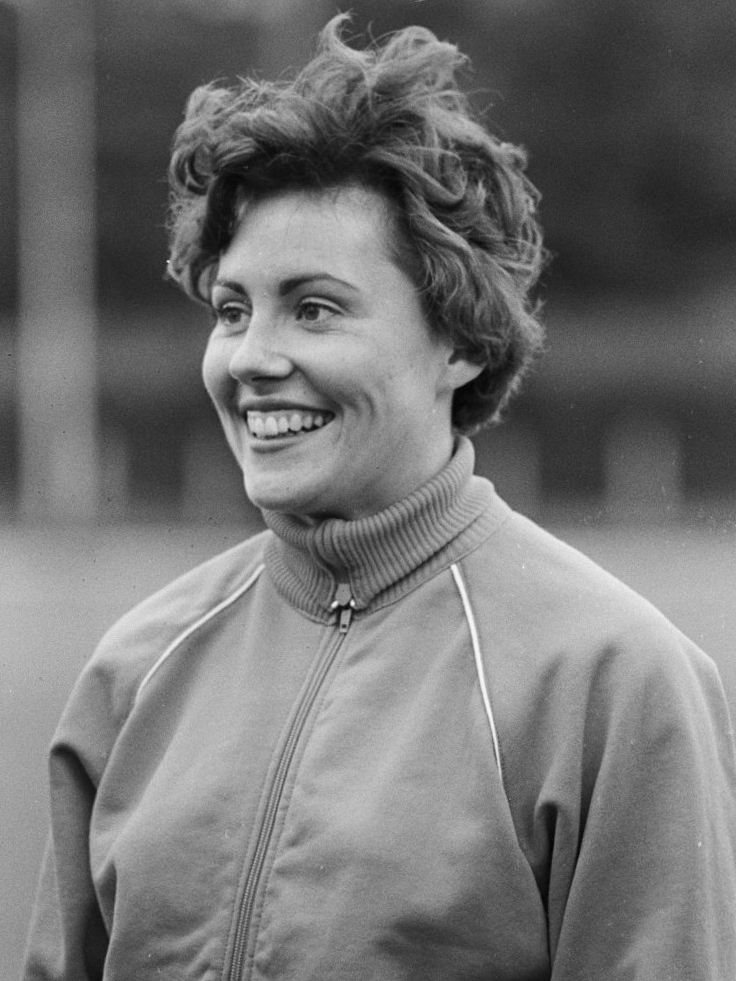
Truus Hennipman (* 1943)
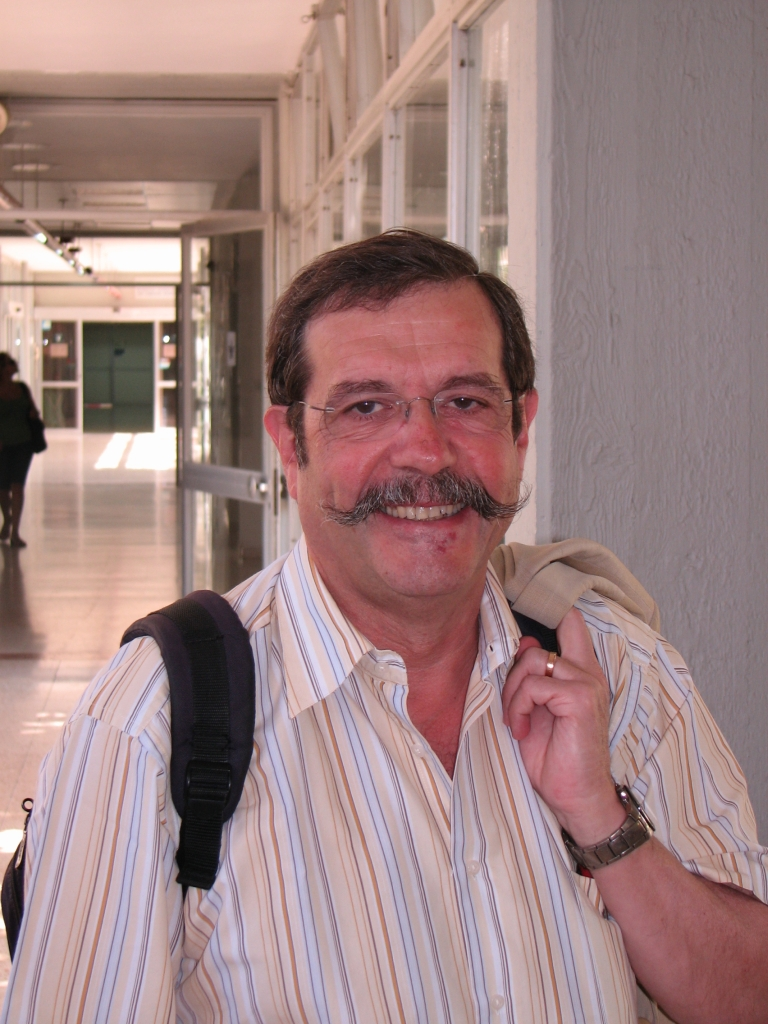
Alain Aspect (* 1947)

- 1926: Modesta Bor, venezolanische Komponistin
- 1926: Giancarlo Sala, italienischer Automobilrennfahrer
- 1926: Roland H. Wiegenstein, deutscher freier Publizist und Hörspielregisseur
- 1927: Ross Andru, US-amerikanischer Comiczeichner und Verlagsredakteur
- 1927: Ben Flowers, US-amerikanischer Baseballspieler
- 1927: Hugo Pratt, italienischer Comic-Autor
- 1927: Irm Schoffers, deutsche Fotografin und Fotokünstlerin
- 1928: Laurence Badie, französische Schauspielerin
- 1928: Irenäus Eibl-Eibesfeldt, österreichischer Verhaltensforscher
- 1929: George Barlow, US-amerikanischer Zoologe und Ichthyologe
- 1929: Fakir Baykurt, türkischer Lehrer und Schriftsteller
- 1929: Lotfi Mansouri, US-amerikanischer Opernregisseur und -direktor
- 1931: Ingrid van Bergen, deutsche Schauspielerin
- 1931: Jerzy Chromik, polnischer Leichtathlet
- 1932: Mario Cuomo, US-amerikanischer Politiker
- 1933: Paul Wolfisberg, Schweizer Fußballspieler und -trainer
- 1934: Jan Berdyszak, polnischer Bildhauer, Maler, Installationskünstler, Kunsttheoretiker und -lehrer
- 1934: Peter Zinsli, Schweizer Komponist, Kapellmeister und Schwyzerörgelispieler
- 1935: Wilfredo García, dominikanischer Fotograf
- 1935: François Jeanneau, französischer Jazzsaxophonist und -flötist
- 1936: Claude Brasseur, französischer Schauspieler
- 1936: William Joseph Levada, US-amerikanischer Erzbischof und Kardinalpräfekt
- 1937: Herbert Feuerstein, deutscher Kabarettist und Entertainer
- 1937: Waylon Jennings, US-amerikanischer Country-Musiker
- 1938: Tony Oxley, britischer Schlagzeuger
- 1940: Elter Akay, türkischer Kugelstoßer und Volleyballtrainer
- 1940: Günter Auferbauer, österreichischer Autor und Bergsteiger
- 1940ː Nancy King, amerikanische Jazz-Sängerin
- 1941: Neal Adams, US-amerikanischer Comic-Zeichner und Graphiker
- 1941: Hagen Kleinert, deutscher Physiker
- 1941: Jürg Lamprecht, Schweizer Biologe
- 1941: Frank Strecker, deutscher Schauspieler
- 1941: Christer Manhusen, schwedischer Diplomat
- 1942: Néstor Marconi, argentinischer Bandoneonist
- 1943: Johnny Hallyday, französischer Sänger
- 1943: Uwe Hammer, Sportfunktionär
- 1943ː Truus Hennipman, niederländische Sprinterin
- 1943: Poul Nyrup Rasmussen, dänischer Politiker
- 1944: Christopher Dowling, maltesischer Schwimmer und Wasserballspieler
- 1946: Brigitte Fossey, französische Schauspielerin
- 1946: Noddy Holder, britischer Musiker
- 1946: Demis Roussos, griechischer Sänger
- 1947: Efraín Amador, kubanischer Lautenist, Komponist und Musikpädagoge
- 1947: Alain Aspect, französischer Physiker
- 1947: Paul Patterson, britischer Komponist
- 1949: Klaus Havenstein, deutscher Fußballspieler und -trainer
- 1949: Elmar Hörig, deutscher Radio- und Fernsehmoderator
- 1949: Simone Rethel, deutsche Schauspielerin
- 1949: Rick Rosenthal, US-amerikanischer Regisseur
- 1950: Alan Feinberg, US-amerikanischer Pianist und Musikpädagoge
- 1950: Christine Hunt, australische Speerwerferin

#### 1951–1975
- 1951: Steve Walsh, US-amerikanischer Keyboarder und Sänger
- 1953: Eje Elgh, schwedischer Automobilrennfahrer
- 1953: Antonia Rados, österreichische Fernsehjournalistin

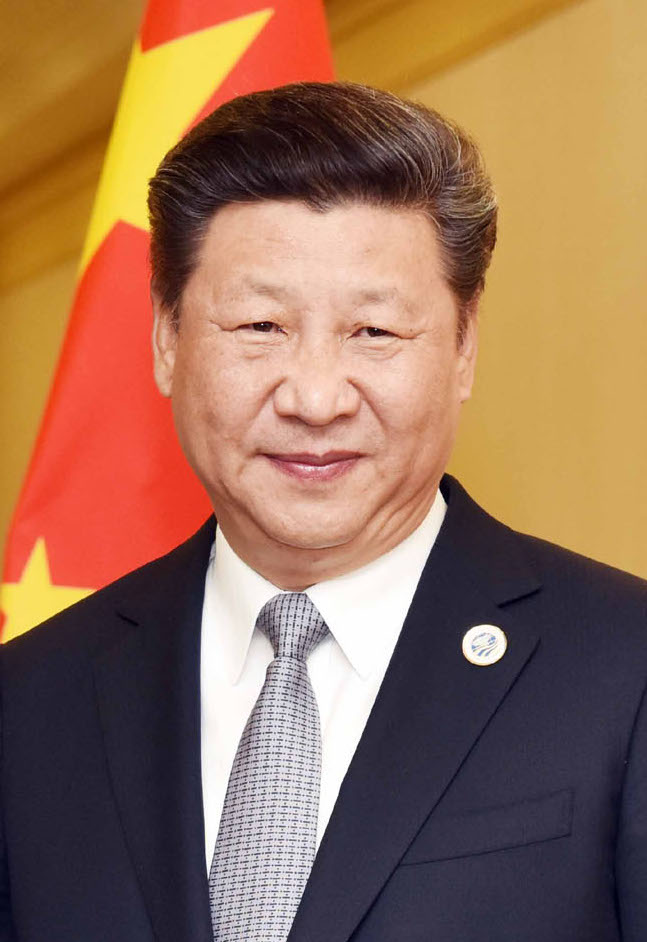
Xi Jinping (* 1953)

- 1953: Xi Jinping, chinesischer Politiker, Staatspräsident
- 1954: James Belushi, US-amerikanischer Schauspieler und Musiker
- 1954: Terri Gibbs, US-amerikanische Country- und Gospelsängerin
- 1954: Rudy Pevenage, belgischer Radrennfahrer und sportlicher Leiter
- 1955: Brent Anderson, US-amerikanischer Comiczeichner
- 1955: Wolfgang Michael, deutscher Schauspieler
- 1956: Jörg Harke, deutscher Handballspieler und -trainer
- 1956: Jewgeni Alexejewitsch Kisseljow, russischer Fernsehjournalist
- 1956: Michaela Melián, deutsche Künstlerin
- 1956: Bernie Shaw, kanadischer Rocksänger (Uriah Heep)
- 1958: Neil Arthur, englischer Singer-Songwriter
- 1959: Robert Cohen, britischer Cellist und Musikpädagoge
- 1959: Tor Endresen, norwegischer Popsänger
- 1959: Heinz-Jürgen Kronberg, deutscher Politiker, MdB
- 1960: Patrick Edlinger, französischer Freikletterer
- 1960: Manfred Leuchter, deutscher Akkordeonist, Komponist, Arrangeur und Produzent
- 1960: Reno Steba, niederländischer Jazzbassist
- 1961: Halvor Asphol, norwegischer Skispringer
- 1961: Miguel Angá Díaz, kubanischer Perkussionist
- 1962: Thomas Wiedling, deutscher Schriftsteller und Übersetzer
- 1963: Marina Eduardowna Asjabina, russische Hürdenläuferin
- 1963: Isabel Garcia, Schweizer Politikerin, Politikwissenschaftlerin und Kommunikationsexpertin

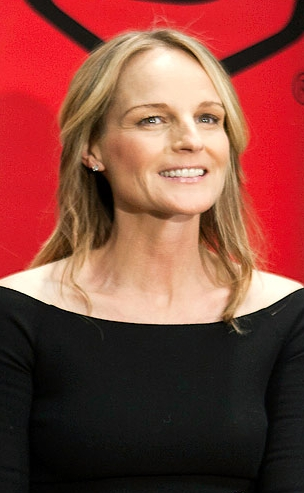
Helen Hunt (* 1963)

- 1963: Helen Hunt, US-amerikanische Schauspielerin
- 1963: Roland Schwab, Schweizer Musiker
- 1964: Courteney Cox, US-amerikanische Schauspielerin
- 1964: Michael Laudrup, dänischer Fußballspieler und -trainer
- 1964: Pavel Ploc, tschechoslowakischer Skispringer
- 1964: Peter Schorowsky, deutscher Schriftsteller und Musiker (Böhse Onkelz)
- 1965: Hanna Scheuring, Schweizer Schauspielerin
- 1966: Andreas Müller, deutscher Komiker und Stimmenimitator
- 1967: Paul Kingsman, neuseeländischer Schwimmer
- 1968: Christine Chaladyniak, deutsche Fußballspielerin
- 1968: Roberto Lacorte, italienischer Unternehmer, Segler und Automobilrennfahrer
- 1969: Hatice Akyün, deutsche Journalistin und Schriftstellerin
- 1969: Ice Cube, US-amerikanischer Rap-Musiker und Schauspieler

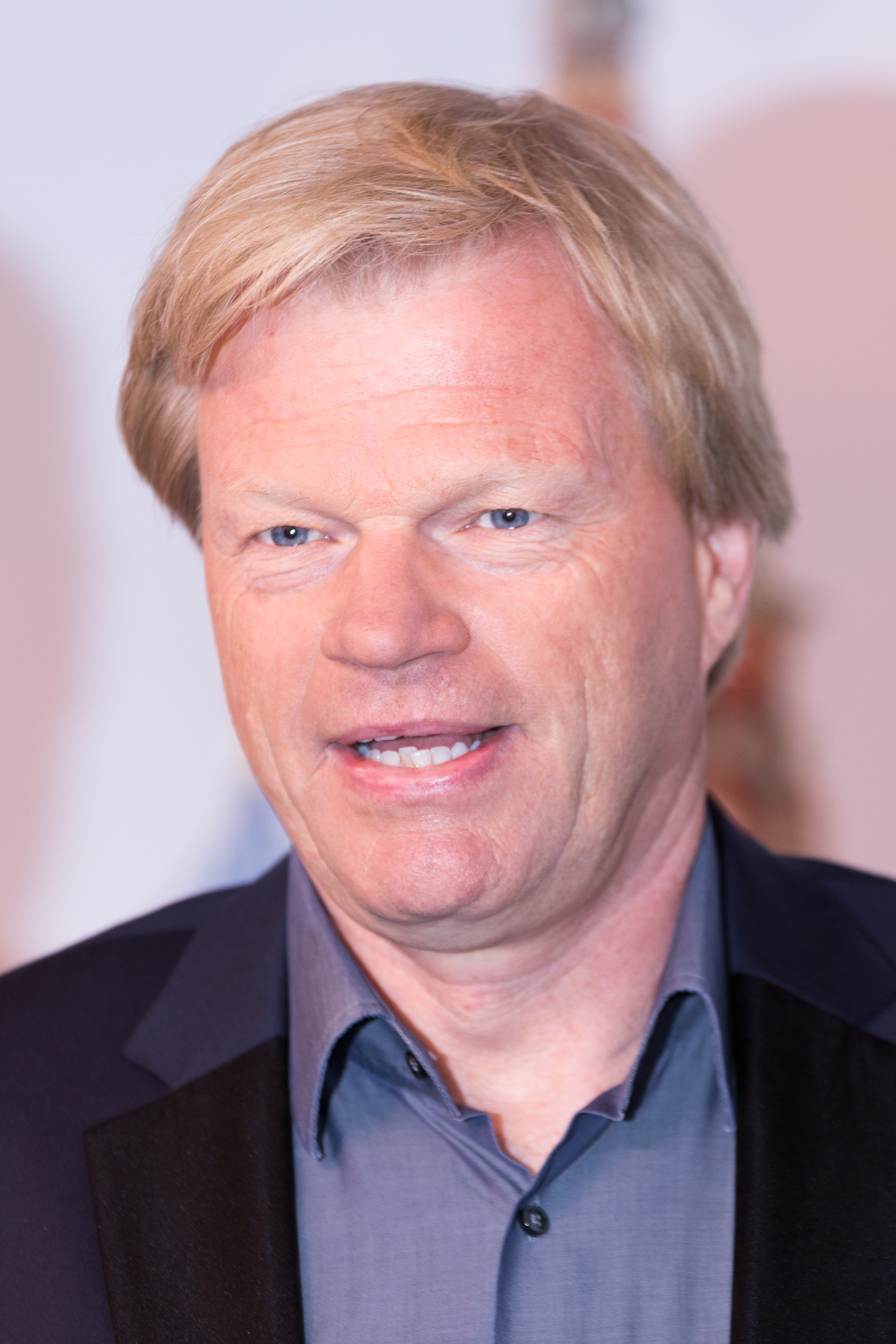
Oliver Kahn (* 1969)

- 1969: Oliver Kahn, deutscher Fußballspieler
- 1970: Thomas Clemens, österreichischer Schauspieler
- 1970: Leah Remini, US-amerikanische Schauspielerin
- 1970: Thomas E. Bauer, deutscher Sänger (Bariton), Mitgründer des Vokalsolistenensembles Singer Pur
- 1970: Ann-Sophie Schweizer, deutsche Filmeditorin
- 1971: José Luis Arrieta, spanischer Radrennfahrer
- 1972: Hank von Helvete, norwegischer Sänger (Turbonegro)
- 1973: Neil Patrick Harris, US-amerikanischer Schauspieler
- 1973: Silke Scheuermann, deutsche Schriftstellerin
- 1973: Greg Vaughan, US-amerikanischer Schauspieler und Model
- 1974: John Norman Jnr, kanadischer Dartspieler
- 1974: Shirana Shahbazi, Schweizer Fotografin
- 1974: Andrejs Vlascenko, lettisch-deutscher Eiskunstläufer und -trainer
- 1975: Sandra Finkenauer, deutsche Fußballspielerin

#### 1976–2000
- 1976: Akif Çağatay Kılıç, türkischer Politiker (AKP)
- 1976: Maria Sainz Rueda, spanische Malerin und Grafikerin

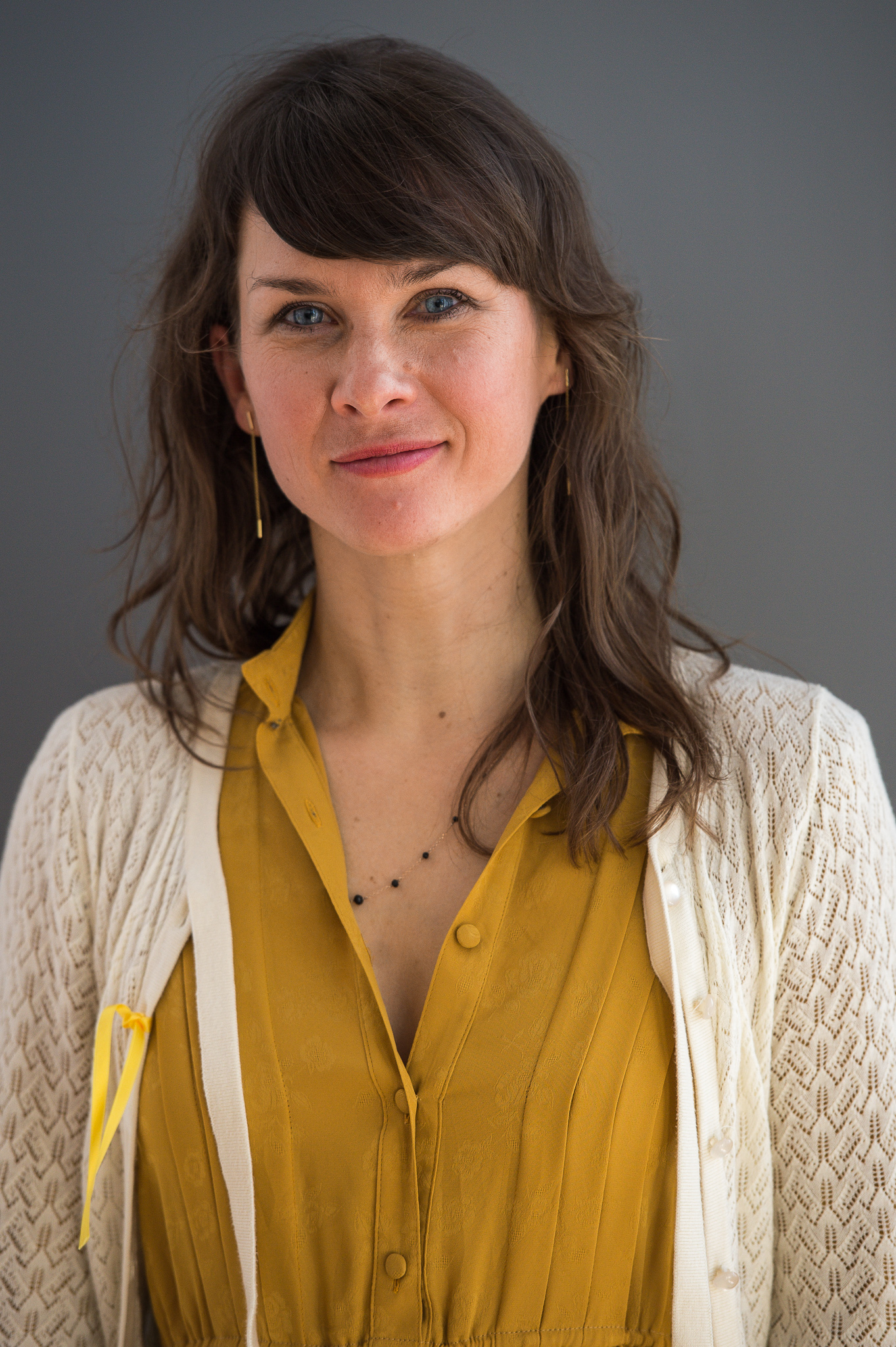
Kathrin von Steinburg (* 1977)

- 1977: Kathrin von Steinburg, deutsche Schauspielerin und Sängerin
- 1979: Orosco Anonam, nigerianisch-maltesischer Fußballspieler
- 1979: Charles Zwolsman, niederländischer Automobilrennfahrer
- 1980: Silke Meier, deutsche Handballspielerin
- 1980: Julian Reichelt, deutscher Journalist
- 1980: Iker Romero, spanischer Handballspieler und -trainer
- 1981: Marcus Cleverly, dänischer Handballspieler, Europameister
- 1981: Anke Johannsen, deutsche Sängerin, Pianistin und Songwriterin
- 1981: Ameli Neureuther, deutsche Modestylistin
- 1981: John Paintsil, ghanaischer Fußballspieler
- 1981: Jakob Thoustrup, dänischer Handballspieler
- 1982: Lander Aperribay, spanischer Radrennfahrer

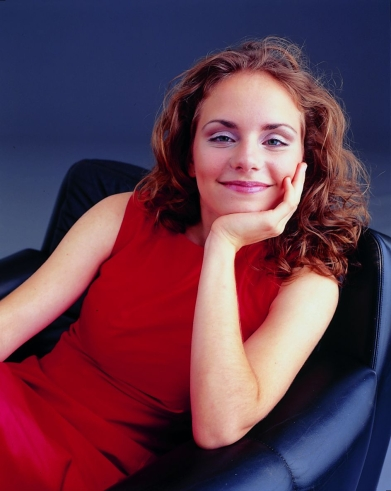
Julia Fischer (* 1983)

- 1983: Julia Fischer, deutsche Geigerin und Pianistin
- 1983: Laura Imbruglia, australische Folk-Rock-Sängerin
- 1983: Ines Lutz, deutsche Schauspielerin
- 1983: Dawid Statnik, sorbischer Politiker, Domowina-Vorsitzender
- 1984: Stefanie Alexandra Prenn, österreichische Cellistin
- 1985: Gabriel Iloabuchi Agu, nigerianischer Fußball- und Beachsoccerspieler
- 1986: Oleksandr Areschtschenko, ukrainischer Schachmeister
- 1986: Stoya, US-amerikanische Pornodarstellerin
- 1988: Jeffrey Boomhouwer, niederländischer Handballspieler
- 1988: Timm Schneider, deutscher Handballspieler
- 1988: Konstantin Madert, deutscher Handballspieler

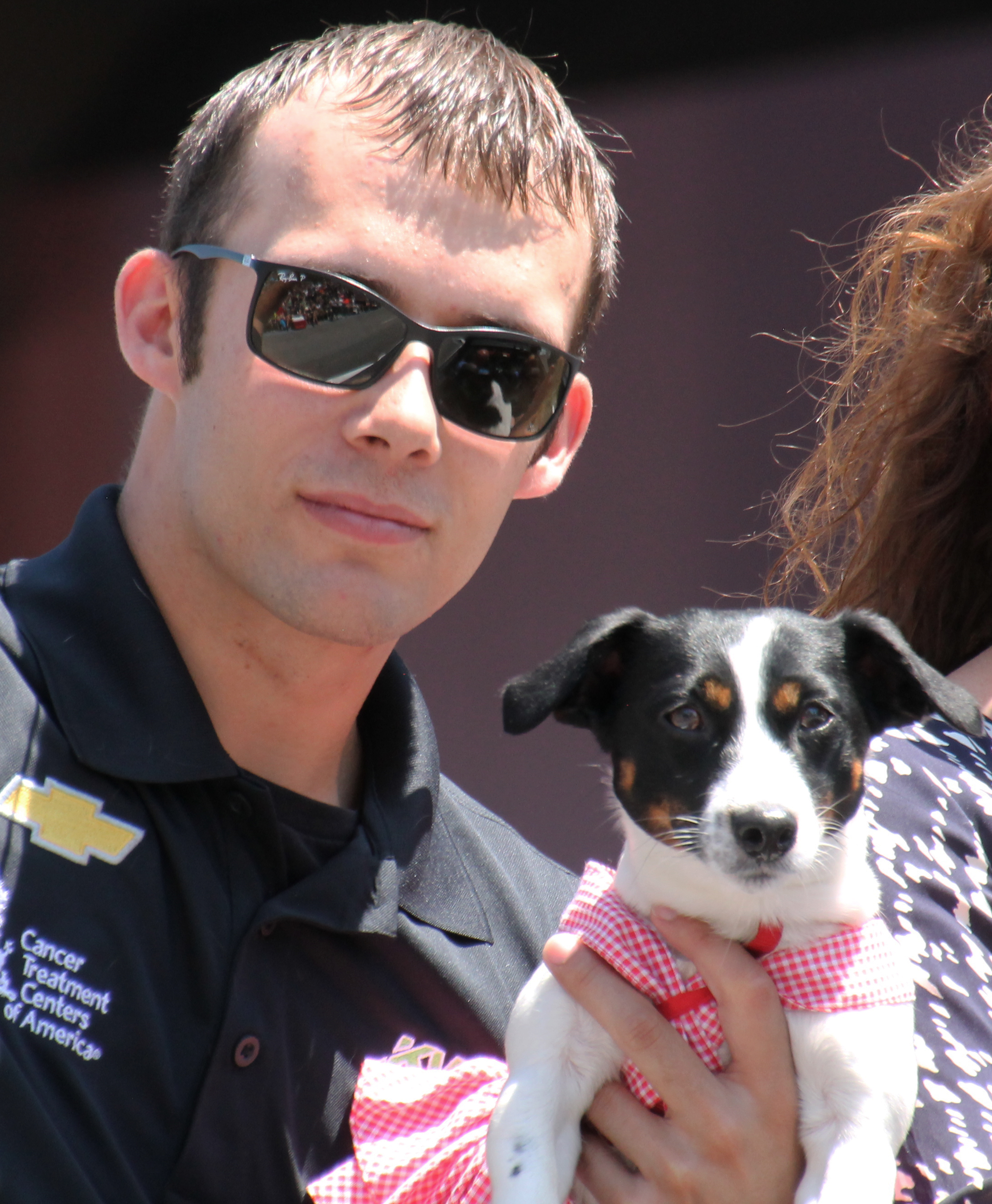
Bryan Clauson (* 1989)

- 1989: Bryan Clauson, US-amerikanischer Rennfahrer
- 1990: Roberto Dellasega, italienischer Skispringer
- 1990: Josef Král, tschechischer Rennfahrer
- 1991: Andrea Barlesi, belgischer Automobilrennfahrer
- 1991: Zlatan Alomerović, deutsch-serbischer Fußballspieler
- 1991: Pascal Groß, deutscher Fußballspieler
- 1991: Toms Skujiņš, lettischer Radrennfahrer
- 1992: Mohamed Salah, ägyptischer Fußballspieler
- 1992: Dafne Schippers, niederländische Leichtathletin
- 1992: Magnus Walch, österreichischer Skirennläufer
- 1994: Yussuf Poulsen, dänischer Fußballspieler
- 1998: Mitsou Jung, deutsche Schauspielerin
- 1998: Hachim Mastour, marokkanischer Fußballspieler
- 2000: Lukas Tulovic, deutscher Motorradrennfahrer

### 21. Jahrhundert
- 2004: Julius Gause, deutscher Schauspieler

## Gestorben

### Vor dem 15. Jahrhundert
- 0184 v. Chr.: Liu Gong, Kaiser von China
- 0686: Landelin von Crespin, Klostergründer und Abt
- 0707: Mommu, Kaiser von Japan
- 0756: Lothar von Séez, Bischof
- 0923: Robert I., König von Westfranken
- 0948: Romanos I., byzantinischer Flottenbefehlshaber und Kaiser
- 0970: Adalbert, Bischof von Passau
- 0991: Theophanu, Ehefrau Kaiser Ottos II., Mitkaiserin des römisch-deutschen Reiches
- 1004: Adelheid von Aquitanien, Königin von Frankreich
- 1073: Go-Sanjō, 71. Kaiser von Japan
- 1088: Gebhard, Erzbischof von Salzburg
- 1107: Dagobert von Pisa, Erzbischof von Pisa und Patriarch von Jerusalem
- 1184: Magnus V., König von Norwegen
- 1186: Reginhard von Abenberg, Bischof von Würzburg

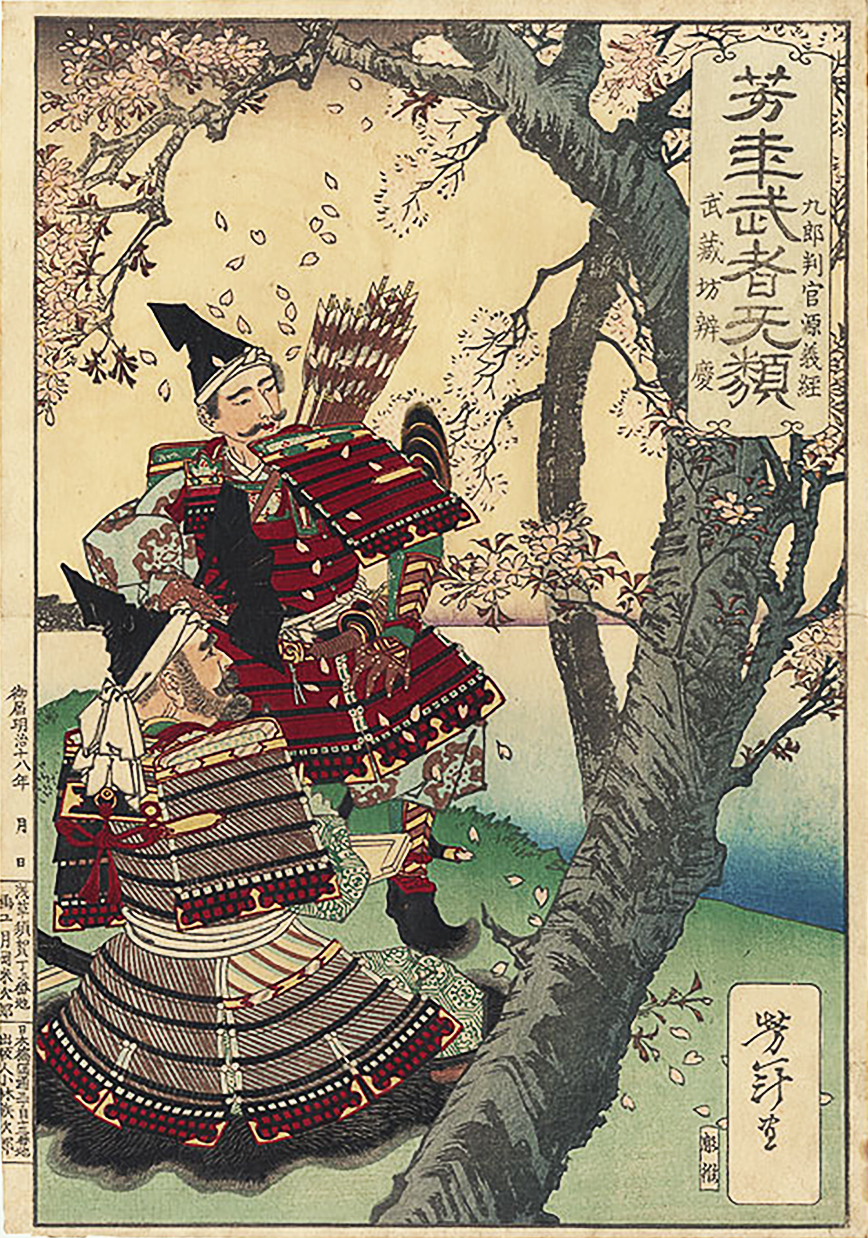
Minamoto no Yoshitsune († 1189)

- 1189: Minamoto no Yoshitsune, japanischer Feldherr
- 1197: Heinrich Břetislav III., Herzog von Böhmen
- 1204: Isfried von Ratzeburg, Bischof von Ratzeburg
- 1219: Theoderich, Bischof von Estland, Gründer des Schwertbrüderordens
- 1246: Friedrich II., Herzog von Österreich und der Steiermark
- 1341: Andronikos III., byzantinischer Kaiser
- 1357: Jacopo Passavanti, italienischer Dominikanermönch und Schriftsteller
- 1374: Johannes Klenkok, Theologe und Bekämpfer des Sachsenspiegels
- 1381: Wat Tyler, englischer Bauernführer
- 1383: Johannes VI., byzantinischer Kaiser
- 1389: Lazar Hrebeljanović, serbischer Fürst, Märtyrer der serbisch-orthodoxen Kirche
- 1389: Murad I., Sultan des Osmanischen Reiches
- 1389: Miloš Obilić, serbischer Adeliger, Nationalheld
- 1396: Friedrich von Erdingen, Bischof von Chur und Brixen
- 1398: Margaret de Vere, englische Adelige

### 15. bis 18. Jahrhundert
- 1416: Jean de Valois, Herzog von Berry und Auvergne
- 1417: Sigmar von Holleneck, Bischof von Seckau
- 1429: Albrecht I. von Hohenlohe-Weikersheim, fränkischer Kanoniker und Edelmann
- 1429: Paulus Venetus, italienischer Philosoph und Theologe
- 1467: Philipp III., der Gute, Herzog von Burgund
- 1505: Ercole I. d’Este, Herzog von Ferrara, Modena und Reggio
- 1511: Johannes von Parkentin, Bischof von Ratzeburg
- 1521: Tamás Bakócz, ungarischer Kardinal und Politiker
- 1524: Niccolò Fieschi, Erzbischof von Ravenna
- 1525: Eitel Friedrich III., Graf von Hohenzollern
- 1528: Gumpert von Brandenburg-Ansbach-Kulmbach, Domherr in Bamberg und päpstlicher Gesandter
- 1545: Elisabeth von Österreich, Mitglied des Hauses Habsburg, Titularkönigin von Polen
- 1559: Hieronymus Sailer, Schweizer Kaufmann, Konquistador und Sklavenhändler
- 1570: Simon Bruns, deutscher Theologe und Reformator

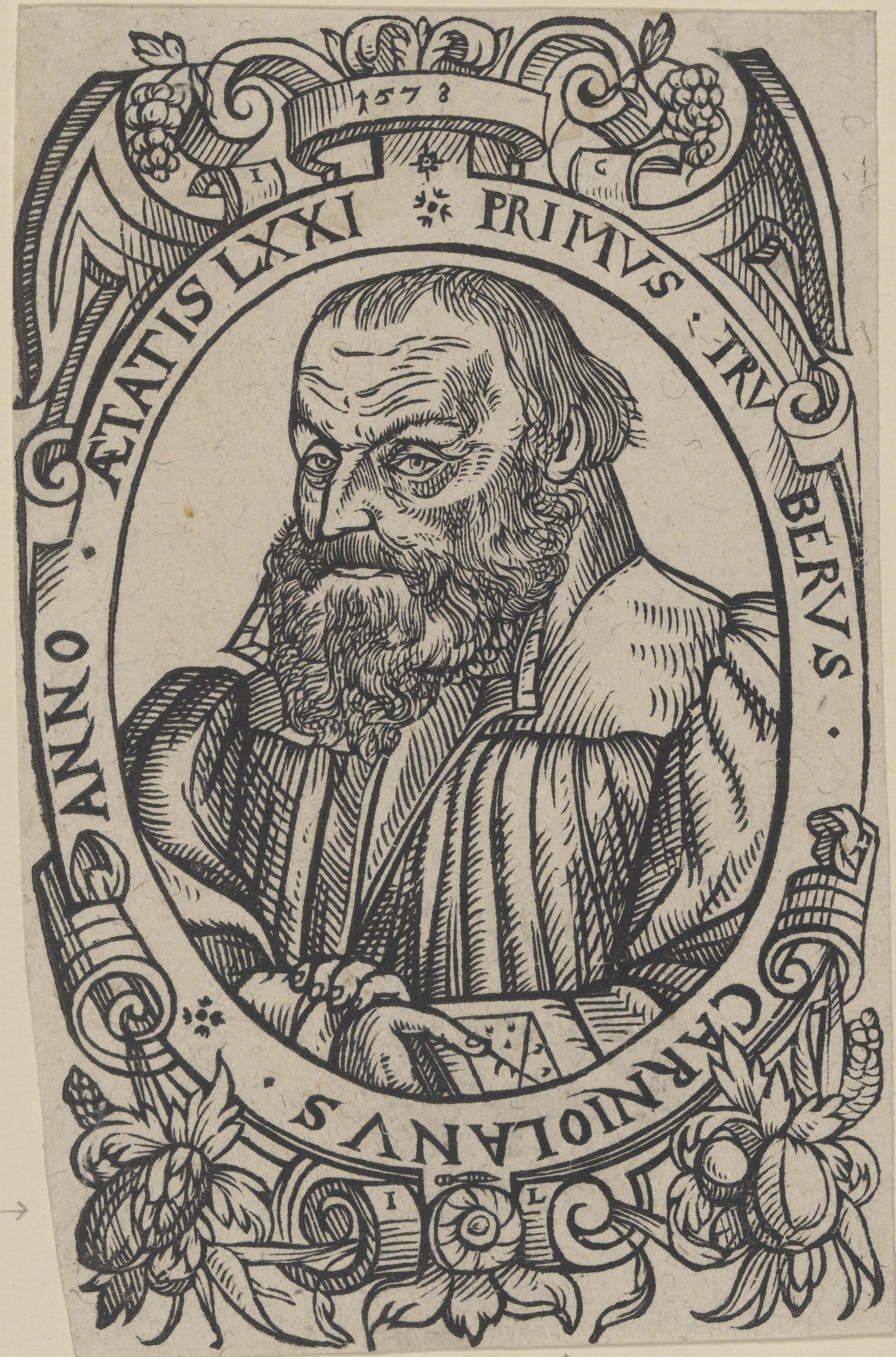
Primož Trubar († 1586)

- 1586: Primož Trubar, protestantischer Prediger
- 1587: Giovanni Battista Pinello di Ghirardi, italienischer Komponist und Kapellmeister
- 1666: Pieter de Bitter, niederländischer Admiral
- 1685: Otto de Grana, kaiserlicher Feldmarschall und Diplomat, königlich-spanischer Statthalter in den Spanischen Niederlande
- 1706: Ferdinand Bonaventura I. von Harrach, österreichischer Diplomat und Staatsmann
- 1707: Antonio Verrio, italienischer Maler in England
- 1708: Romeyn de Hooghe, niederländischer Kupferstecher
- 1715: Euphrosyne Auen, deutsche Dichterin
- 1722: Johann Bleyer, kursächsischer Landtagsabgeordneter
- 1740: Joseph Jenckes, Gouverneur der Colony of Rhode Islands and Providence Plantations
- 1741: Urban Gottfried Siber, deutscher evangelischer Theologe
- 1751: Michael Adolf Siebenhaar, deutscher Zeichner und Maler
- 1752: Michael Gottlieb Agnethler, Siebenbürger Naturwissenschaftler und Numismatiker
- 1757: Johann Caspar Bagnato, Pfälzer Baumeister
- 1760: Emo Lucius Vriemoet, deutscher reformierter Theologe und Orientalist
- 1763: Joseph Maria von Thun und Hohenstein, Bischof von Gurk und Fürstbischof von Passau
- 1767: Justus Juncker, deutscher Maler
- 1772: Louis-Claude Daquin, französischer Komponist
- 1775: Johann Anton Aigner, österreichischer fürstbischöflicher geistlicher Rath und Pfarrer
- 1778: František Jiránek, tschechischer Komponist
- 1785: Jean-François Pilâtre de Rozier, französischer Physiker und Luftfahrtpionier, gelang die erste bemannte Luftfahrt der Menschheit
- 1792: Frederik Sneedorff, dänischer Historiker

### 19. Jahrhundert
- 1801: Johann Sigismund Friedrich von Khevenhüller-Metsch, österreichischer Diplomat
- 1808: Samuel Gottfried Geyser, deutscher Pädagoge und evangelischer Theologe
- 1810: Friedrich August Wilhelm Wenck, deutscher Historiker
- 1812: Anton Stadler, österreichischer Komponist
- 1822: Andreas Ludwig Krüger, deutscher Architekt und Kupferstecher
- 1824: Paul Brigham, US-amerikanischer Jurist und Politiker, Gouverneur von Vermont
- 1826: August Friedrich Wilhelm Rudolph, deutscher Pädagoge
- 1829: Therese Huber, deutsche Schriftstellerin
- 1833: Charlotte Grimm, Schwester der Gebrüder Grimm
- 1839: Hans Skramstad, norwegischer Komponist und Pianist
- 1848: Johann Friedrich Röhr, sächsischer Theologe

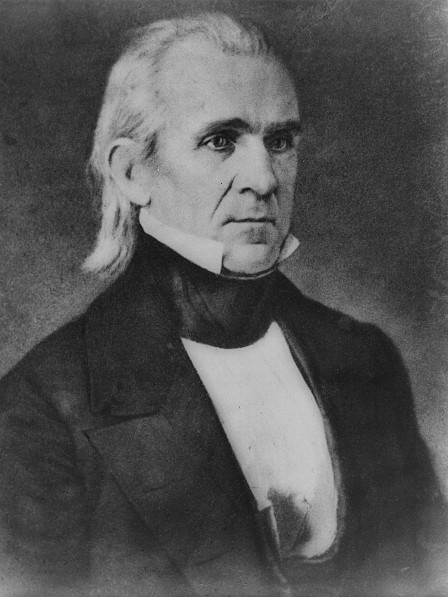
James K. Polk († 1849)

- 1849: James K. Polk, US-amerikanischer Politiker, Mitglied und Sprecher des Repräsentantenhauses, Gouverneur von Tennessee, Staatspräsident
- 1851: Elard Johannes Kulenkamp, deutscher Jurist
- 1851ː Henriette Ulrike Ottilie von Pogwisch, Gründerin von Lesegesellschaften
- 1852: Friedrich Groos, deutscher Arzt und Philosoph
- 1854: Friedrich Lindemann, deutscher Pädagoge und Philologe
- 1854: Georges Bousquet, französischer Komponist, Dirigent und Musikkritiker
- 1857: Karl Funk, deutscher Pädagoge
- 1858: Ary Scheffer, französischer Radierer und Bildhauer
- 1865: Louis Leresche, Schweizer evangelischer Geistlicher
- 1865: Pedro Ignacio Meza, Oberbefehlshaber der Kriegsmarine Paraguays
- 1869: Joseph Schlotthauer, deutscher Historienmaler
- 1876: Hüseyin Avni Pascha, Großwesir des Osmanischen Reiches
- 1876: Louis Stromeyer, deutscher Chirurg, Professor und Generalarzt
- 1878: Shiv Dayal Singh, indischer Mystiker und Religionsstifter der Radhasoami-Religion
- 1882: William Dennison junior, US-amerikanischer Politiker, Gouverneur des Bundesstaates Ohio, US-Postminister
- 1885: John Neergaard, norwegischer Politiker
- 1888: Friedrich III., König von Preußen und deutscher Kaiser
- 1888: Ole Richter, norwegischer Jurist, Redakteur und Politiker
- 1889: Mihai Eminescu, rumänischer Dichter
- 1890: Franz Hessler, deutscher Arzt, Indologe und Übersetzer
- 1890: Hermann Friedrich Krummacher, deutscher evangelischer Theologe
- 1893: Ferenc Erkel, ungarischer Komponist

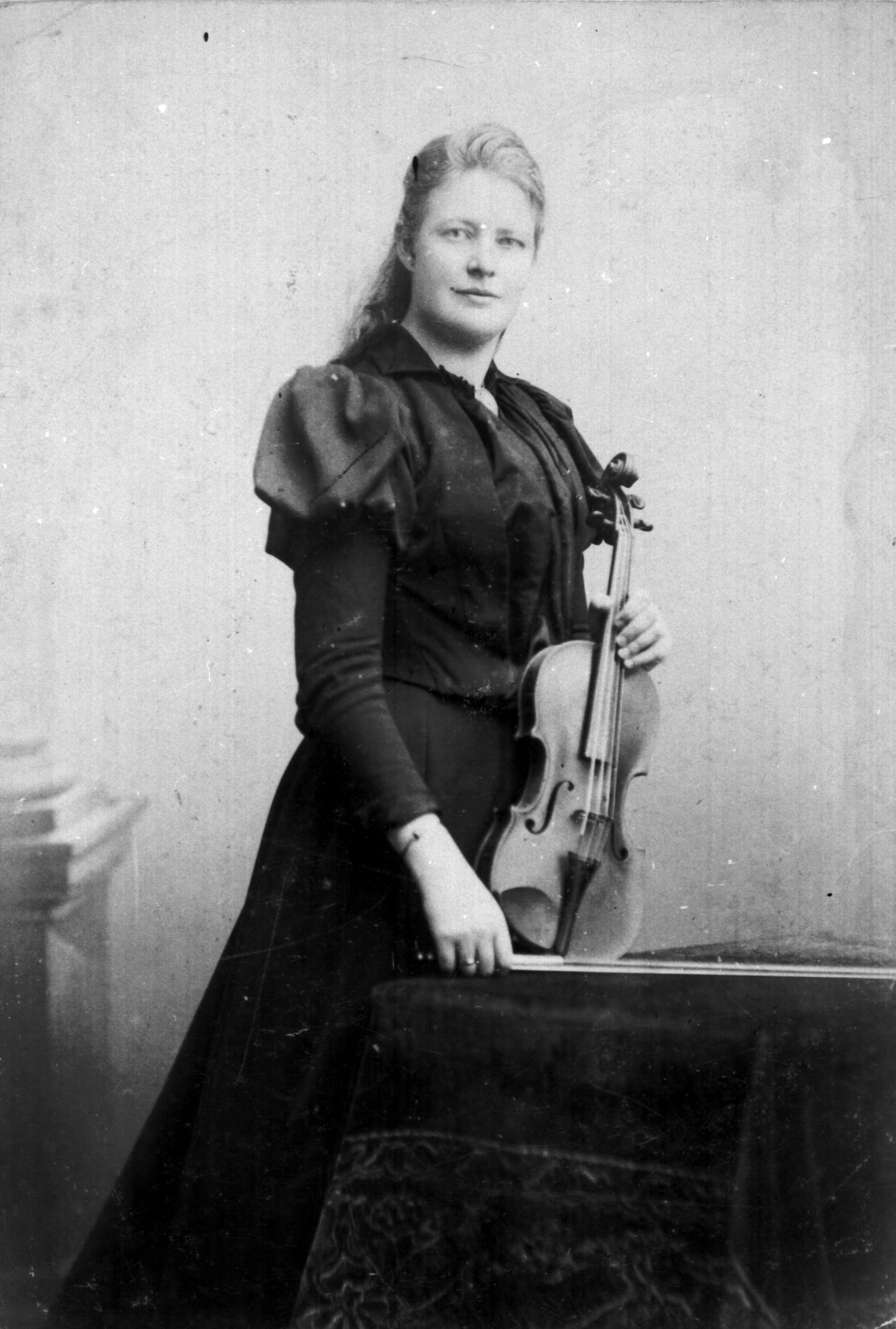
Amanda Röntgen-Maier († 1894)

- 1894: Amanda Röntgen-Maier, schwedische Violinistin und Komponistin
- 1895: Richard Genée, deutsch-österreichischer Librettist, Bühnenautor und Komponist

### 20. Jahrhundert

#### 1901–1950
- 1905: Carl Wernicke, deutscher Psychiater, Entdecker des sensorischen Sprachzentrums

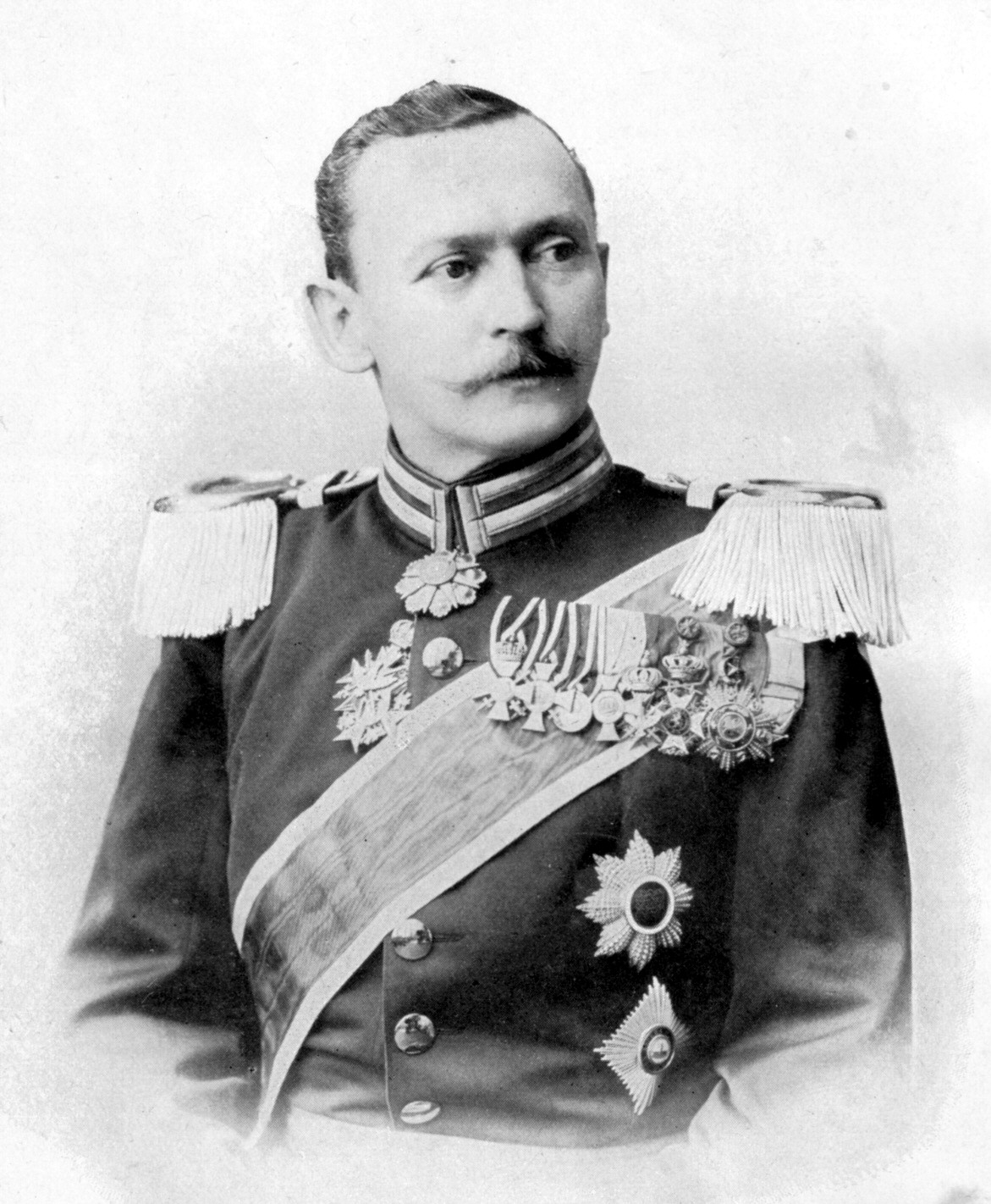
Hermann von Wissmann († 1905)

- 1905: Hermann von Wissmann, deutscher Afrikaforscher, Offizier und Kolonialbeamter, Reichskommissar und Gouverneur von Deutsch-Ostafrika
- 1908: Vojtěch Hřímalý, tschechischer Komponist, Dirigent und Geiger
- 1915: Hans Dülfer, deutscher Bergsteiger
- 1917: Friedrich Robert Helmert, deutscher Geodät und Mathematiker
- 1920: Gaston Carraud, französischer Komponist und Musikkritiker
- 1921: Oscar Wilhelm Stübel, deutscher Diplomat
- 1925: Wilhelm Wetlesen, norwegischer Maler und Illustrator
- 1927: Sophie von Adelung, deutsche Schriftstellerin und Malerin
- 1927: Ottavio Bottecchia, italienischer Radrennfahrer
- 1927: William Joseph Deboe, US-amerikanischer Politiker
- 1928ː Charlotte von Majláth, Hofdame der Kaiserin Elisabeth von Österreich-Ungarn
- 1930: Arthur Salomonsohn, deutscher Bankier
- 1934: Alfred Bruneau, französischer Komponist und Musikkritiker
- 1936: Hans Böttcher, deutscher Rundfunkpionier, Hörspielregisseur und -sprecher

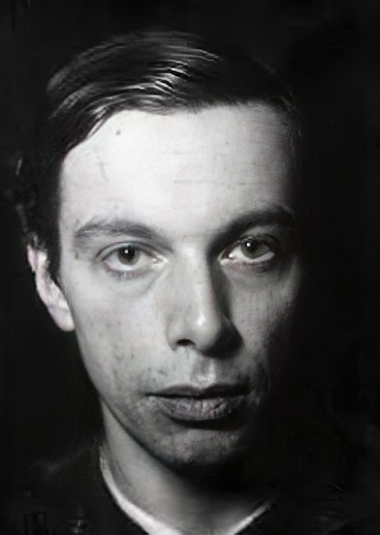
Ernst Ludwig Kirchner († 1938)

- 1938: Ernst Ludwig Kirchner, deutscher Maler und Grafiker des Expressionismus (Die Brücke)
- 1940: Blumepeter, Mannheimer Lokallegende
- 1940: Ernst Weiß, österreichischer Arzt und Schriftsteller
- 1941: Otfrid Foerster, deutscher Neurowissenschaftler
- 1941: Traugott von Jagow, deutscher Verwaltungsbeamter und Politiker, Polizeipräsident von Berlin
- 1945: Friedrich von Lindequist, deutscher Kolonialbeamter, Gouverneur von Deutsch-Südwestafrika
- 1949: Gerhard Graf von Kanitz, deutscher Gutsbesitzer und Politiker, MdR, Reichsminister, MdL

#### 1951–2000
- 1956: Ernst Leitz jr., deutscher Unternehmer und Industrieller (Leica)
- 1957: Paul Ilg, Schweizer Schriftsteller
- 1961: Dāvids Veiss, russischer Sportschütze
- 1962: Grace Marie Bareis, US-amerikanische Mathematikerin
- 1962: Alfred Cortot, Schweizer Pianist und Dirigent
- 1963: Katharina Aline Ahlmann, deutsche Unternehmerin
- 1963: Christian Heins, brasilianischer Automobilrennfahrer
- 1965: Richard Suchenwirth, österreichischer, Historiker, Politiker und Hochschullehrer, LAbg., MdR
- 1966: Vicente Rojo Lluch, spanischer General
- 1967: Estanislao Mejía, mexikanischer Komponist
- 1968: Wes Montgomery, US-amerikanischer Jazz-Gitarrist

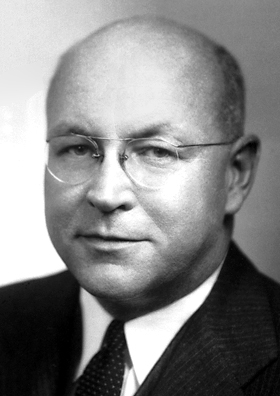
Wendell Meredith Stanley († 1971)

- 1971: Wendell Meredith Stanley, US-amerikanischer Chemiker, Biochemiker, Virologe und Nobelpreisträger
- 1971: Wilhelm Techmeier, deutsch-brasilianischer Maler
- 1971ː Paula Wimmer, deutsche Malerin und Grafikerin des frühen Expressionismus
- 1974: Fritz Johlitz, deutscher Politiker, MdR, Funktionär der Deutschen Arbeitsfront (DAF)
- 1975: William Crosby Pierce Austin, britischer Schauspieler
- 1979: Juan Pedro Arremón, uruguayischer Fußballspieler, Olympiasieger
- 1979: Ernst Meister, deutscher Schriftsteller
- 1980: Sergio Pignedoli, italienischer Geistlicher, vatikanischer Diplomat, Kurienkardinal
- 1982: Art Pepper, US-amerikanischer Altsaxophonist
- 1983: Mario Kardinal Casariego y Acevedo, spanischer Ordensgeistlicher, Erzbischof von Guatemala
- 1984: Edgar Jené, deutsch-französischer Maler und Grafiker, Surrealist
- 1984: Takeyama Michio, japanischer Schriftsteller
- 1985: Inoue Yūichi, japanischer Maler
- 1985: Andy Stanfield, US-amerikanischer Leichtathlet, Olympiasieger
- 1988: Jack Broadbent, britischer Gitarrist und Singer-Songwriter
- 1989: John Henry Barnes, US-amerikanischer Gründer der christlichen Pfadfinderschaft Royal Rangers
- 1989: Victor French, US-amerikanischer Schauspieler
- 1991: Helga Brauer, deutsche Schlagersängerin

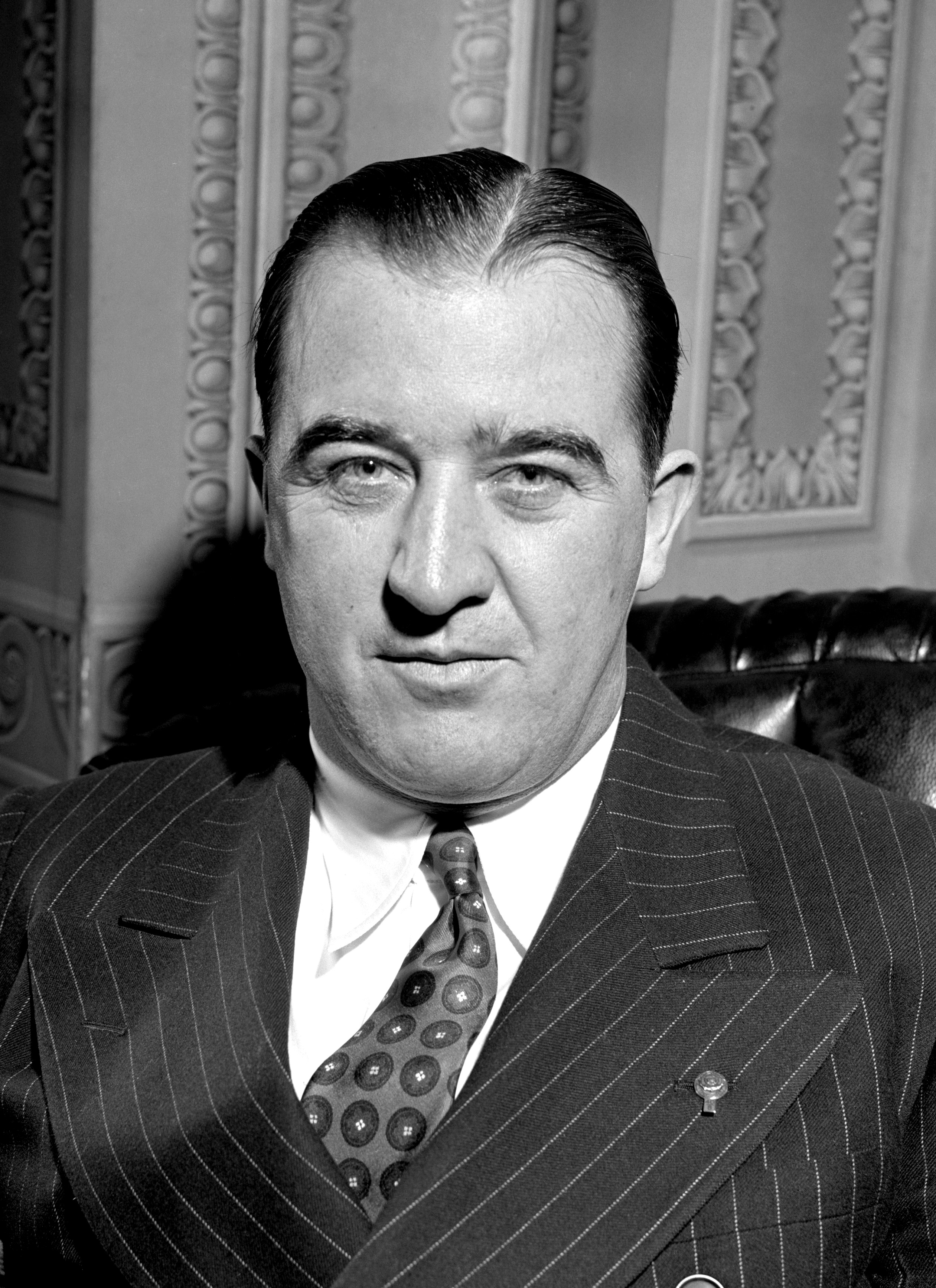
Happy Chandler († 1991)

- 1991: Happy Chandler, US-amerikanischer Politiker und Sportfunktionär, Gouverneur von Kentucky, Senator
- 1991: W. Arthur Lewis, britischer Wirtschaftswissenschaftler, Nobelpreisträger
- 1992: Jean Aerts, belgischer Radrennfahrer
- 1993: James Hunt, britischer Automobilrennfahrer
- 1993: John Connally, US-amerikanischer Politiker, Gouverneur von Texas, Finanzminister
- 1994: Karl-Theodor Braun, deutscher Schiffsbauingenieur und Hochschullehrer
- 1995: John Atanasoff, US-amerikanischer Physiker

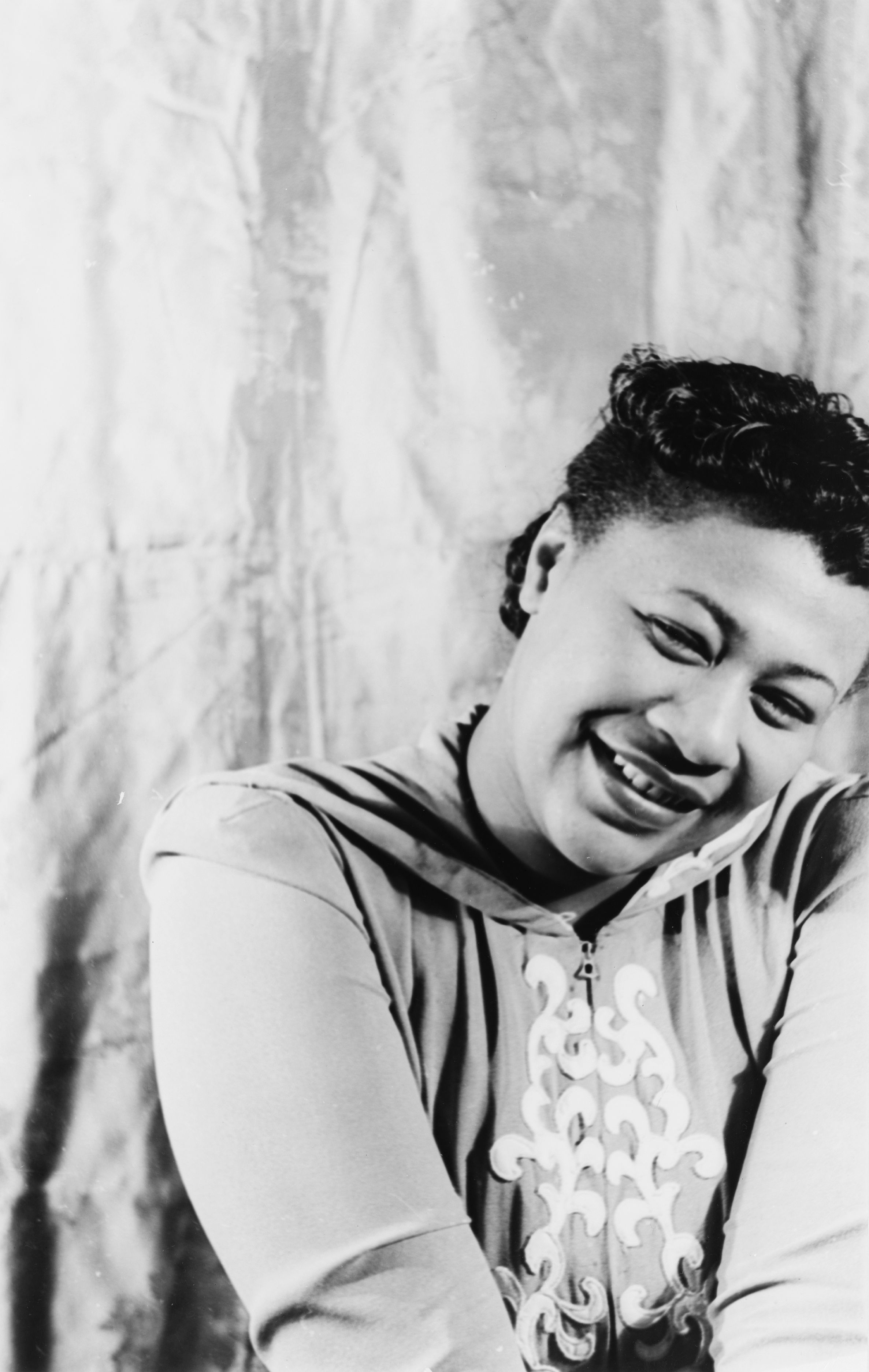
Ella Fitzgerald († 1996)

- 1996: Ella Fitzgerald, US-amerikanische Jazzsängerin
- 1998: Hartmut Boockmann, deutscher Historiker
- 1999: Alan Cathcart, 6. Earl Cathcart, britischer Peer und Offizier
- 1999: Sigrid Hunke, deutsche Religionswissenschaftlerin und Germanistin

### 21. Jahrhundert
- 2001: Julius Juzeliūnas, litauischer Komponist und Musikpädagoge
- 2002: Choi Hong-hi, südkoreanischer Begründer des Taekwondo
- 2003: Hume Cronyn, kanadischer Schauspieler
- 2003: René Touzet, kubanischer Pianist, Komponist und Bandleader
- 2004: Werner Büdeler, deutscher Raumfahrt-Fachjournalist
- 2004: Rolf Wüthrich, Schweizer Fußballspieler
- 2005ː Theodoros Boulgarides, griechischer Einzelhändler, Opfer des Nationalsozialistischen Untergrunds
- 2005: Suzanne Flon, französische Schauspielerin
- 2005: Alessio Galletti, italienischer Radrennfahrer
- 2006: Betty Curtis, italienische Sängerin
- 2006: Raymond Devos, belgischer Komiker
- 2007: Jocco Abendroth, deutscher Sänger und Songwriter
- 2007: Sherri Martel, US-amerikanische Profi-Wrestlerin
- 2008: Stan Winston, US-amerikanischer Filmdesigner und -Regisseur
- 2010: Thomas Ashley, US-amerikanischer Politiker
- 2010: Bekim Fehmiu, jugoslawischer Schauspieler

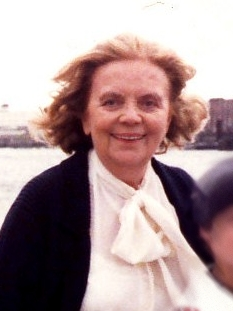
Heidi Kabel († 2010)

- 2010: Heidi Kabel, deutsche Schauspielerin
- 2013: Heinz Flohe, deutscher Fußballspieler
- 2013: José Froilán González, argentinischer Automobilrennfahrer
- 2014: Casey Kasem, US-amerikanischer Hörfunkmoderator
- 2014: Helmut Richter, österreichischer Architekt
- 2015: Schanna Wladimirowna Friske, russische Schauspielerin und Sängerin
- 2015: Kirk Kerkorian, US-amerikanischer Multimilliardär
- 2015: Harry Rowohlt, deutscher Schriftsteller, Kolumnist, Übersetzer, Rezitator und Schauspieler
- 2016: Ruth Epting, deutsch-schweizerische Geistliche und Frauenaktivistin
- 2016: Klaus Hänel, deutscher Fußballspieler und -trainer
- 2016: Milan Tošnar, tschechoslowakischer Leichtathlet
- 2017: Ibrahim Abouleish, ägyptischer Chemiker, Unternehmer und Entwicklungshelfer
- 2017: Alexei Wladimirowitsch Batalow, sowjetischer Schauspieler und Regisseur
- 2017: Jacques Charpentier, französischer Komponist und Organist
- 2018: Enoch zu Guttenberg, deutscher Dirigent
- 2018: Dieter Wellershoff, deutscher Schriftsteller
- 2019: Karlheinz Miklin, österreichischer Jazzmusiker
- 2019: Franco Zeffirelli, italienischer Film- und Opernregisseur
- 2021: Silvio De Florentiis, italienischer Marathonläufer
- 2022: Cho Min-ho, südkoreanischer Eishockeyspieler
- 2023: Beatrix Eypeltauer, österreichische Juristin und Politikerin, Abgeordnete zum Nationalrat, Staatssekretärin
- 2023: Glenda Jackson, britische Schauspielerin und Politikerin, Oscarpreisträgerin
- 2024: Matija Šarkić, montenegrinischer Fußballspieler

## Feier- und Gedenktage
- Kirchliche Gedenktage
  - Georg Israel, mährischer Prediger (evangelisch)
  - Hl. Veit, römischer Märtyrer und Schutzpatron (katholisch); siehe auch: Veitstag

- Namenstage
  - Bernhard, Gebhard, Germana, Veit
- Nationaler Veteranentag (Deutschland)

Weitere Einträge enthält die Liste von Gedenk- und Aktionstagen.